# Kloster (Gemeinde Deutschlandsberg)

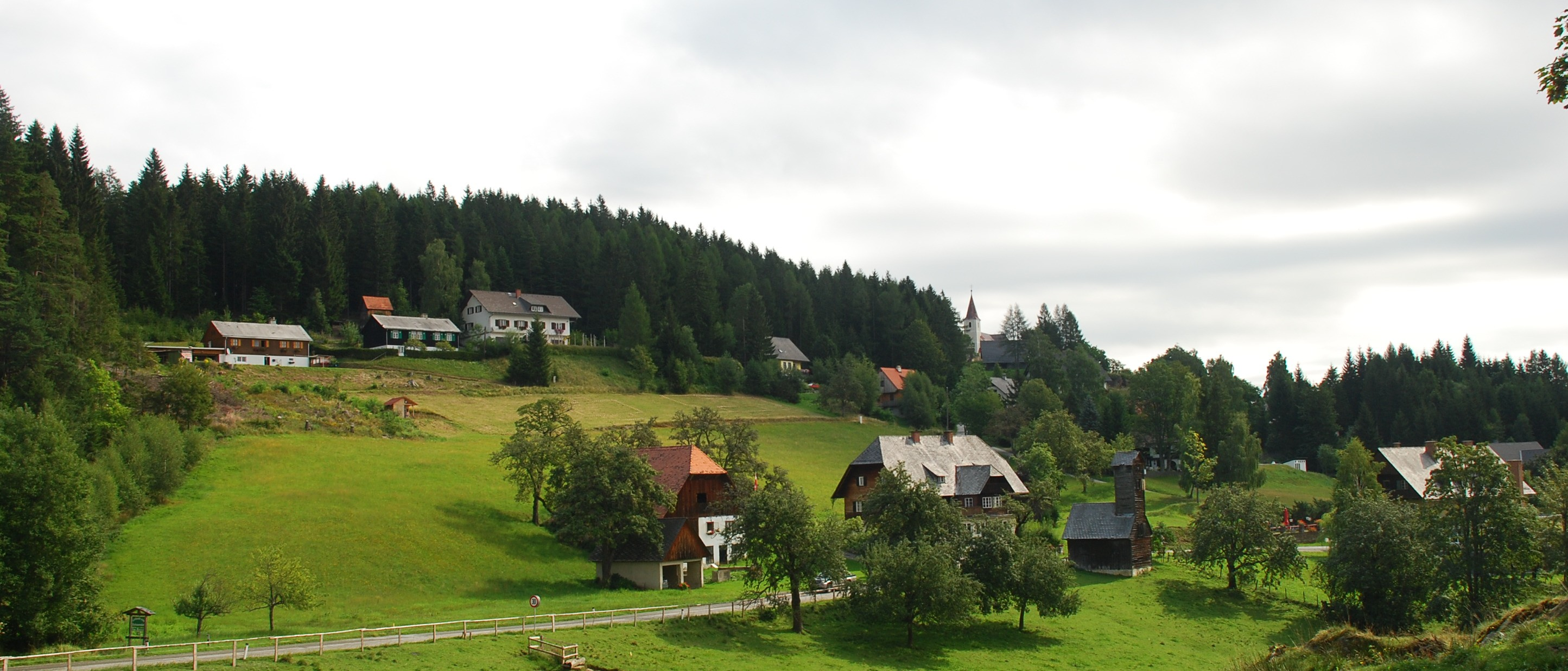
Das Ortsgebiet von St. Oswald

Kloster ist ein Gebiet im Nordwesten der Stadt Deutschlandsberg in der Weststeiermark. Kloster war bis Ende 2014 eine Gemeinde mit 194 Einwohnern (Stand 1. Jänner 2015) im Bezirk Deutschlandsberg in der Steiermark, Österreich. Im Rahmen der steiermärkischen Gemeindestrukturreform wurde Kloster 2015 mit den Gemeinden Deutschlandsberg, Bad Gams, Freiland bei Deutschlandsberg, Osterwitz und Trahütten zusammengeschlossen.
Grundlage dafür ist das Steiermärkische Gemeindestrukturreformgesetz – StGsrG.
Ein Fusions- und Entwicklungsvertrag mit Deutschlandsberg und Bad Gams wurde bereits am 18. November 2013 unterzeichnet.

## Geographie

### Gliederung
Kloster liegt in der Weststeiermark und besteht aus der Ortschaft Kloster bzw. aus den zwei Katastralgemeinden Klosterwinkel und Rettenbach. Hauptort ist St. Oswald in Freiland. Dieser Ort ist nach dem Patrozinium der römisch-katholischen Pfarrkirche benannt, die Pfarre führt ebenfalls diesen Namen.
Die Grenzen von Kloster werden weitgehend durch drei Flüsse gebildet: Rettenbach und Laßnitz im Süden, Wildbach im Nordosten. Die Grenze im Nordwesten verläuft vom Kamm des Koralpenzuges zum Reinischkogel. In Rettenbach fließen der Gratzenbach, in Klosterwinkel der Klosterbach und jeweils eine Reihe anderer kleiner Bäche.
Wichtigste Erhebung ist der Schwarzkogel mit 1550 Metern. An seinen teils steilen Abhängen liegen die Siedlungsgebiete (hauptsächlich Bauernhöfe). Auf der Freiländer Alm befindet sich das Filzmoos. Es ist das Ursprungsgebiet von Rettenbach und Klosterbach. Kloster liegt im Süden des Landschaftsschutzgebietes Pack-Reinischkogel-Rosenkogel.
Kloster war in den amtlichen statistischen Unterlagen unter der Gemeindekennziffer 60316 zu finden: Die Fläche betrug 2.201,46 ha. Die Gemeinde Kloster hatte die Höhenklasse 8. Ihr NUTS 3-Code war AT225 für die West- und Südsteiermark.
Kloster bildet einen Zählsprengel der amtlichen Statistik und hat nach den amtlichen Statistikunterlagen auf Basis der Volkszählung 2001 148 Gebäude, davon 71, in denen Menschen ihren Hauptwohnsitz haben. In Kloster wohnten 2001 233 Personen in 86 Haushalten und 157 Wohnungen. In diesem Jahr wurden in Kloster 65 Nebenwohnsitze gezählt, 11 Arbeitsstätten und 38 land- und forstwirtschaftliche Betriebsstätten.

### Vergrößerung der ehemaligen Gemeinde 1891
Die Gemeinde Kloster wurde 1891 im Osten um das Gebiet von „Ober Mitterspiel“ erweitert.
Dieses Gebiet gehörte ursprünglich zur damaligen Gemeinde Freiland bei Deutschlandsberg (damals: Mitterspiel genannt). Es wurde vollständig der Katastralgemeinde Klosterwinkel zugeschrieben, obwohl es teilweise am Südhang des Schwarzkogelzuges an Rettenbach anschließt. Die Form der Katastralgemeinde Klosterwinkel und Unklarheiten im Sprachgebrauch betreffend den Umfang des Gebietes von Rettenbach sind auf diese Gebietsänderung zurückzuführen.
Flächen- und Einwohnerzahlen aus der Entstehungszeit der Gemeinde um 1850
und bis 1891 beziehen sich auf das damals kleinere Gemeindegebiet.

Die Grenzänderung zwischen den Gemeinden Kloster und Mitterspiel 1891 in den amtlichen Unterlagen
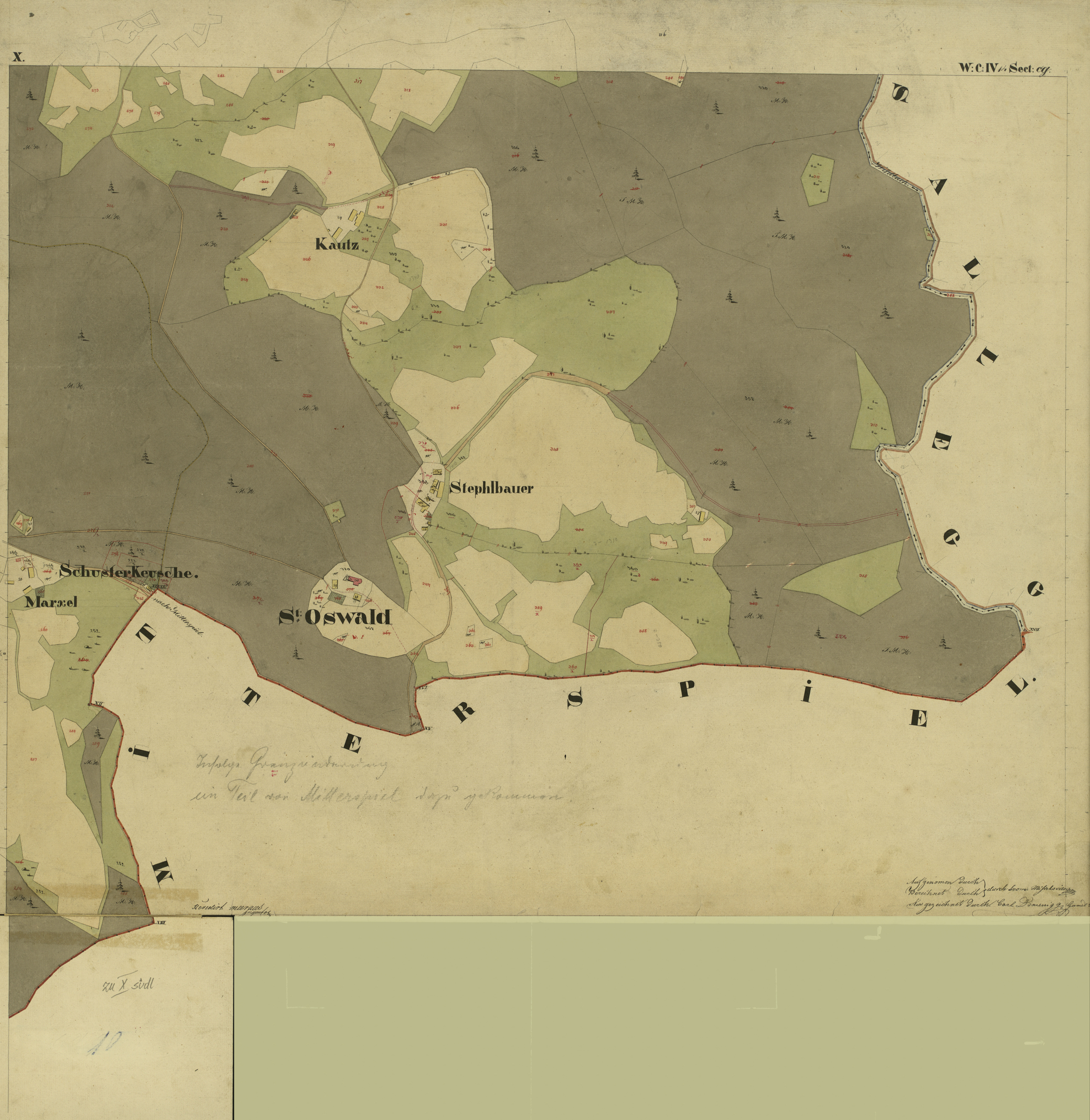
Grenze der Gemeinde Kloster, Katastralgemeinden Rettenbach und Klosterwinkel, zu Mitterspiel vor 1891 im Franziszeischen Kataster
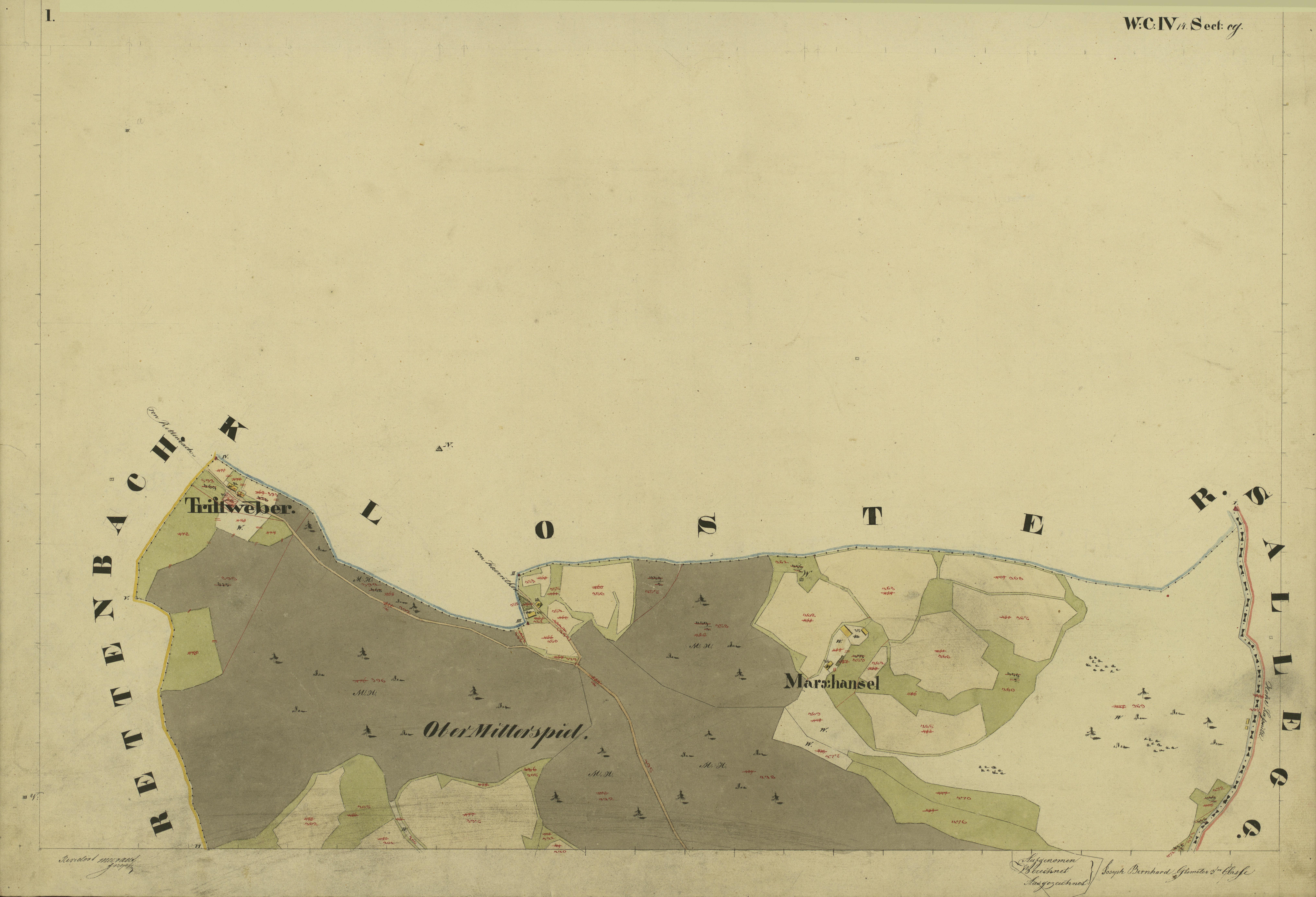
Ober Mitterspiel mit Abzweigung der Straße von Kärnten über die Hebalm (damals durch Klosterwinkel)
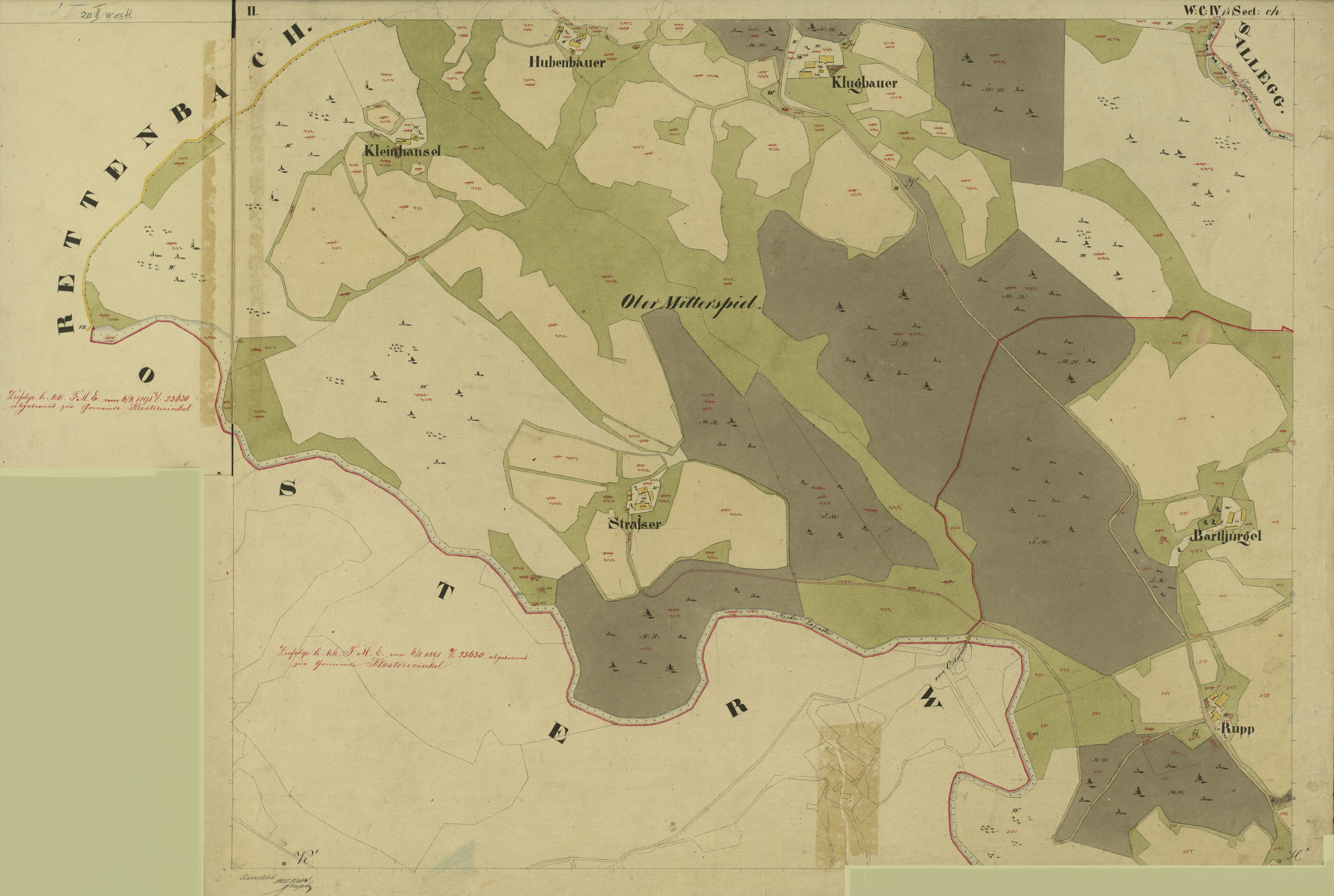
Ober Mitterspiel ist seit 1891 der südöstliche Teil der Gemeinde Kloster
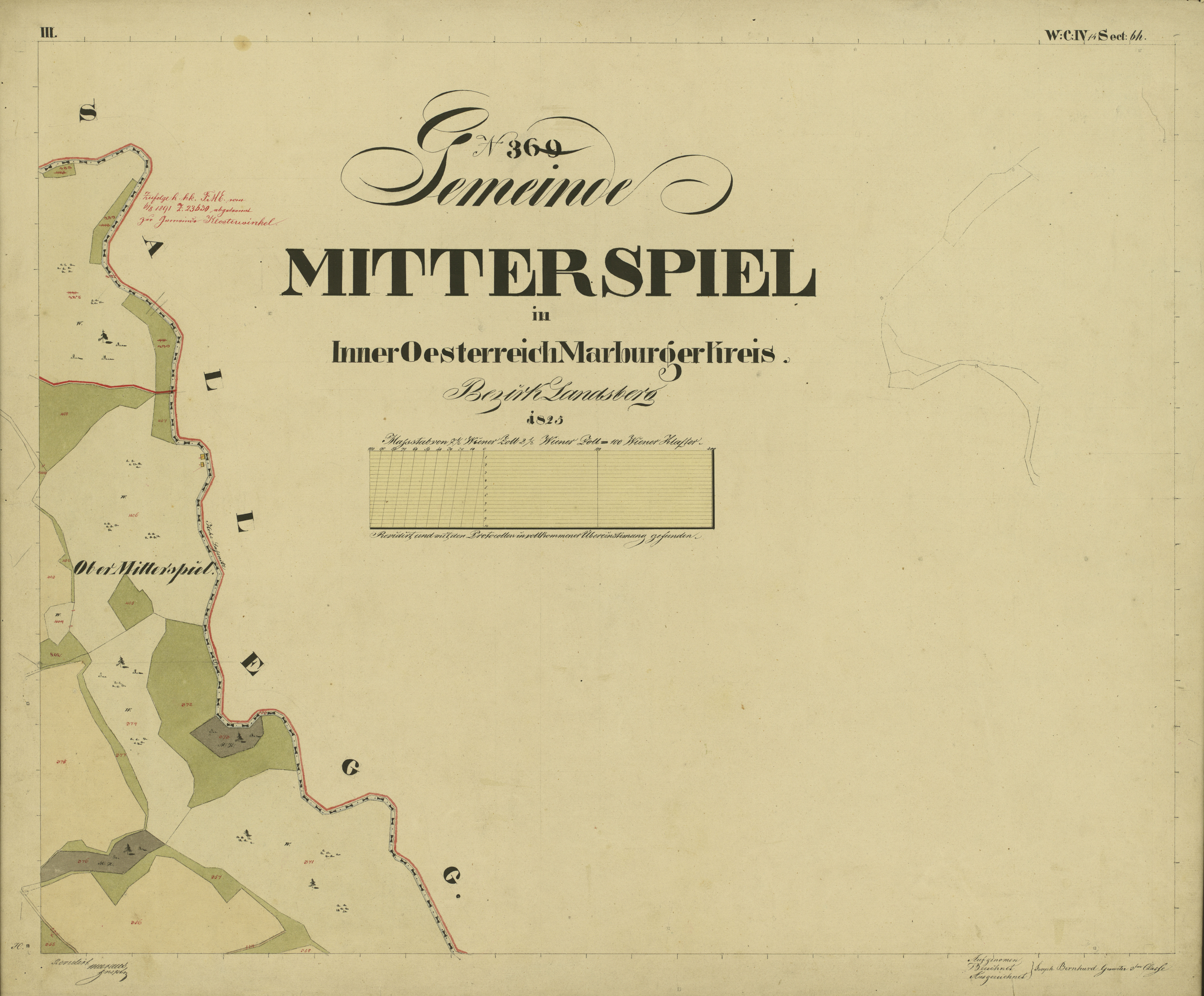
Eintragung der Gebietsveränderung bei der Gemeinde Freiland
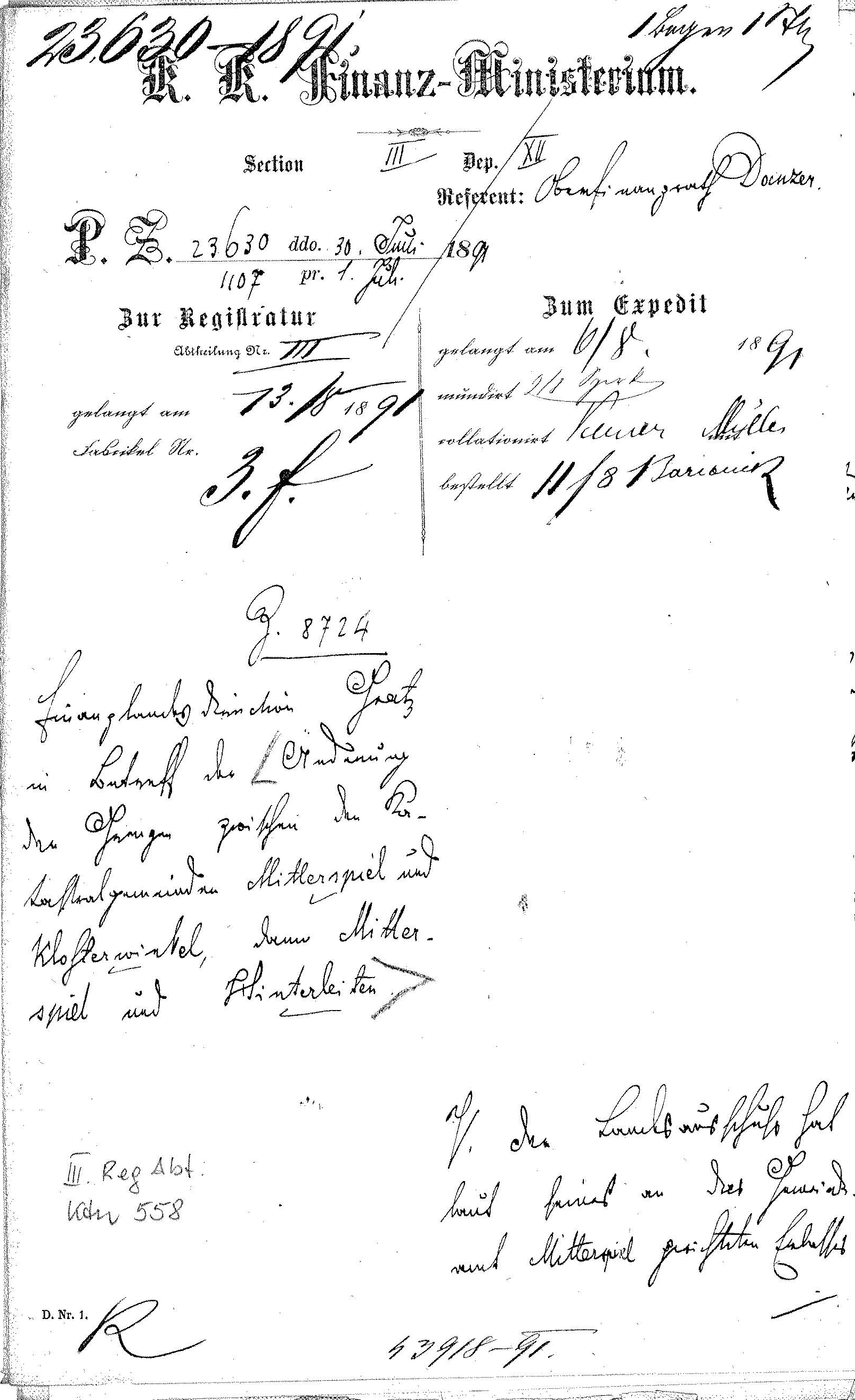
Titelblatt des Erlasses des k. k. Finanzministeriums über die Grenzänderung
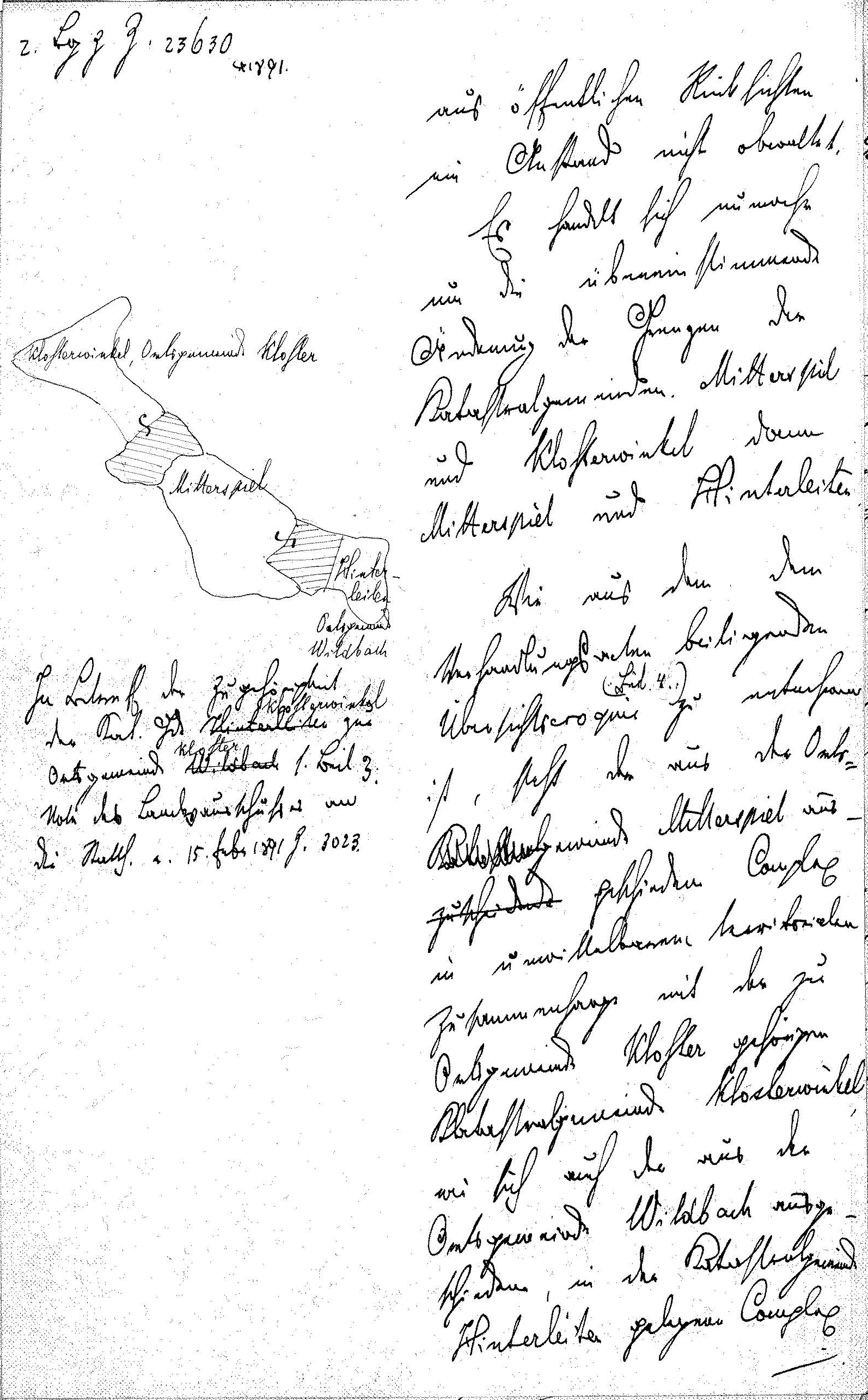
Skizze der Grenzänderung 1891

Grau=Wald, grün=Wiese, Gestrüpp, W.=Weide, hellgelb (in diesen Blättern aus dem Jahr 1825 ist der Farbton von der Papierfarbe schwer zu unterscheiden)=Almweide bzw. gering produktiv, dunkleres gelb=Ackerland, braun=Wegeparzellen. Gelbe Gebäude=Holzbauten, rote Gebäude=Steinbauten. J.M.=Jungmais, M.H.=Mittelholz, S.H.=Stangenholz, H.S.=hochstämmig schlagbarer Wald. Nachträge bis in die zweite Hälfte des 19. Jahrhunderts sind rot gezeichnet.

### Klima
Das Gebiet liegt im Windschatten der Alpen. Wettereinflüsse aus dem Westen, wie sie im Rest Österreichs vorrangig sind (Westwindzone), dominieren auch in Kloster, sind aber schwächer. Die Koralm, in der Kloster liegt, gehört zu den Gebieten der größten durchschnittlichen Windgeschwindigkeiten und Sturmhäufigkeit in Österreich. In ihrem Bereich treffen einander Einflüsse zweiter Klimazonen (Subtropen-gemäßigte Breiten). Das Klima ist vom Mittelmeergebiet beeinflusst. Es ist milder als in den nördlichen Regionen gleicher Höhenlage in Österreich und weist im Vergleich längere Schönwetterperioden (Sonnenscheindauer) auf. Störungsfronten, die bei Westwetter starke Niederschläge bringen, gelangen vielfach nicht oder nur abgeschwächt in das Gebiet.
Regen im Sommer fällt meist in Form von Gewittern oder Wolkenbrüchen/Starkregen, die rasch vorübergehen, aber sehr heftig sein können. Beim Durchzug starker Störungsfronten ist auf den Almen wegen deren Höhenlage auch im Hochsommer mit kurzen Schneeschauern zu rechnen. Die Sonnenscheinphasen bewirken klare, wolkenlose Nächte, in denen es auch im Sommer sehr kühl werden kann. Da sich große Teile von Kloster weitab von Siedlungen befinden und die Belastung durch Lichtquellen gering ist, können in solchen Nächten gute Bedingungen zur Beobachtung astronomischer Objekte herrschen.

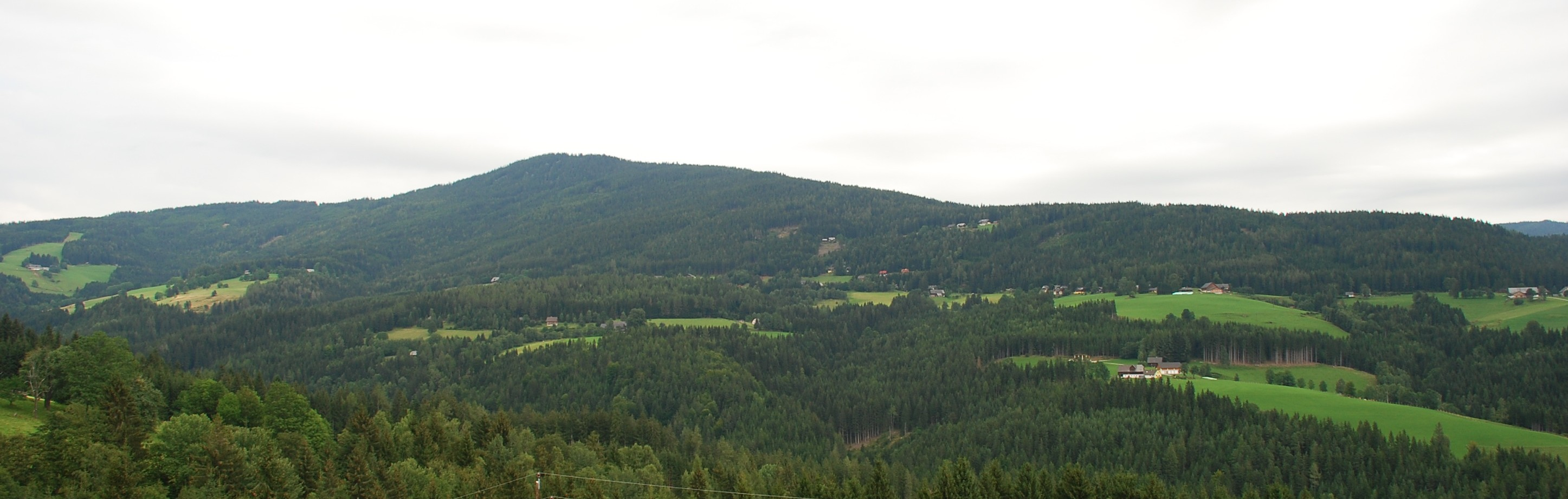
Äcker, Wiesenflächen und Waldgebiete der Bauernhöfe in der Ortschaft Rettenbach am Hang des Schwarzkogels

Das Gebiet von Kloster gehört zu den Gebieten Österreichs mit der höchsten Zahl an Gewittertagen im Jahr (über 50 Tage mit Gewittern). Hagel ist verhältnismäßig häufig. Er verursachte früher, als der Getreideanbau noch intensiver war, nennenswerte Schäden an den Kulturen. Kloster liegt zu hoch (900–1500 m Seehöhe), um aus der klimatisch begünstigen Lage der Weststeiermark größere Vorteile zu ziehen. Das Klima des Gebietes wird als relativ starkes Reizklima bezeichnet. Das Koralmgebiet und dessen Ostabdachung, in der Kloster liegt, sind eigene Klimaregionen.
Die Klimasituation und Höhenlage bewirkt, dass die Vegetationsperioden im Gebiet verschoben ablaufen: In den unteren Teilen (Grenze zu Freiland: Bauernhöfe Strasser, Kleinahansel, Klugbauer, Marxhansel, aber auch im unteren Teil des Sterzriegels) kann früher geerntet werden, in den oberen Teilen erst bis zu circa zwei Wochen später.
Pflanzenvorkommen im Gebiet von St. Oswald wurden 1836 als seltene Alpenpflanzen in der Enzyklopädie von Ersch-Gruber hervorgehoben. Ausdrücklich genannt sind Apargia crocea Haerke (eine Löwenzahn-Art), Swertia perennis L. (Sumpfenzian), Juncus trifidus (Dreiblatt-Binse).

### Böden
Die landwirtschaftlich nutzbaren (bzw. als solche früher genutzten) Böden sind Felsbraunerden aus kristallinen Schiefern als mittelwertiges Acker- und Grünland mit nahezu allen Varianten der Wasserversorgung bis zum Pseudogley. Eine Ackernutzung ist nur bis in eine Seehöhe von 800 bis 1000 m Seehöhe sinnvoll. Verbreitet sind auch nährstoffarme Ranker.

### Geologie
Die Gesteine gehören zum Koralmkristallin: Es handelt sich um verschiedene Formen von Gneis, teilweise plattig geformt (Plattengneis) und Schiefer (Glimmerschiefer). Der Gipfel des Schwarzkogels besteht aus Eklogit. Kalkstein und Dolomit, die in den österreichischen Teilen der Nord- und Südalpen sonst häufig sind, sind in Kloster nicht vorhanden. Einzelne Marmorvorkommen sind in das Kristallin eingebettet. Beispiele für die Gesteine sind im Geopark Glashütten in Gressenberg aufbereitet, die geologische Fachliteratur nennt eine Reihe von Mineralienvorkommen im Gebiet, insbesondere auf der Hebalm, so für Granat, Hornblende, Bronzit,
Apatit und Quarz.

### Nachbarorte
| Pack/ Modriach | Edelschrott                                 | Marhof   |
| Preitenegg     | Kompassrose, die auf Nachbargemeinden zeigt | Bad Gams |
| Osterwitz      | Osterwitz                                   | Freiland |

## Kultur und Sehenswürdigkeiten

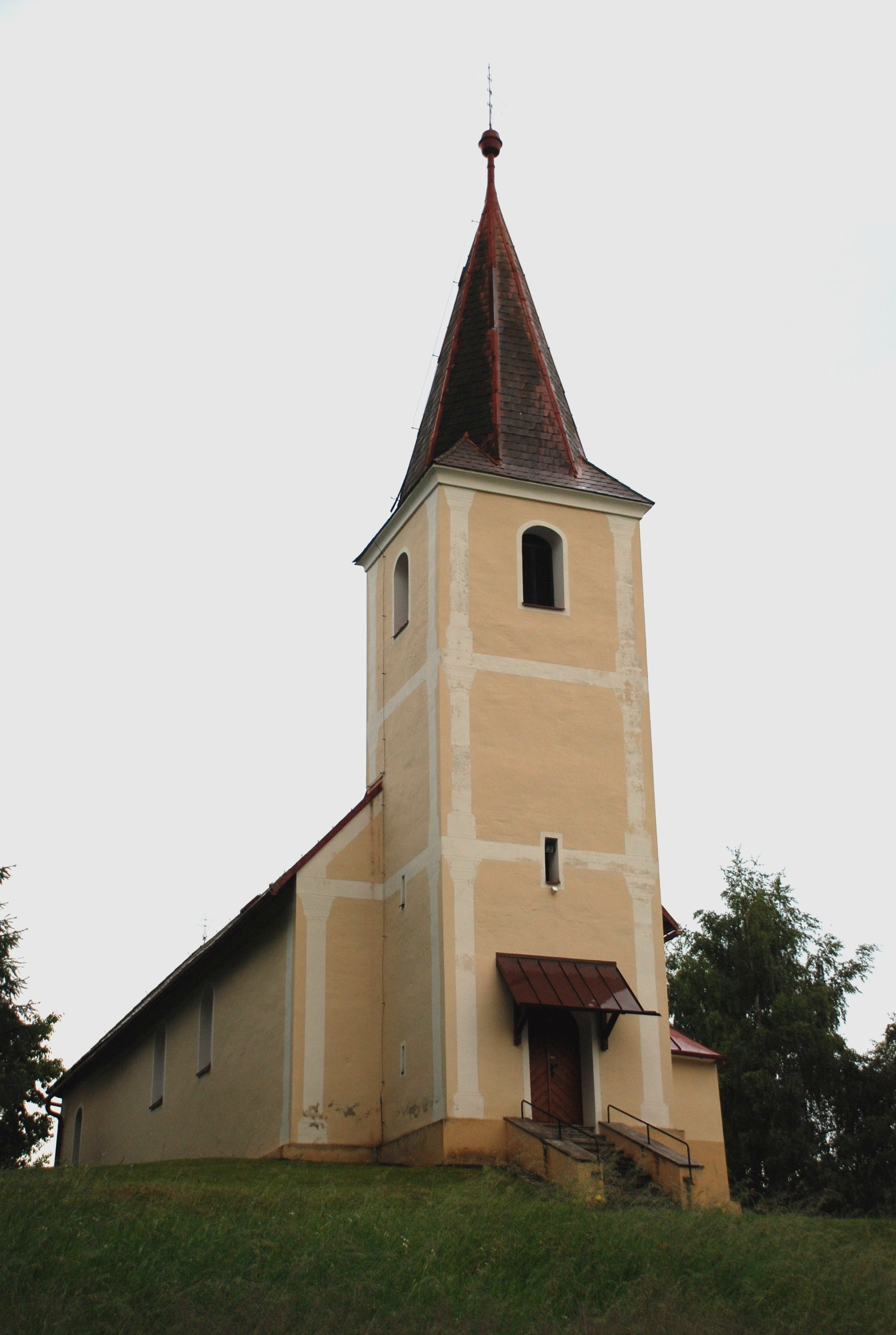
Pfarrkirche St. Oswald in Freiland

- Die römisch-katholische Pfarrkirche St. Oswald in Freiland wurde 1434 urkundlich erwähnt. Sie steht unter Denkmalschutz.[14]

### Ehemaliges Gemeindewappen
Die Gemeinde Kloster hatte seit 2004 das Recht zur Führung eines Gemeindewappens.
Die heraldische Wappenbeschreibung lautet:
„Ein geteilter unten von Rot und Silber damasziert gerauteter Schild, oben in Silber ein natürlicher zum Flug geschickter Rabe, einen roten Ring im Schnabel haltend.“
Die Darstellung des Raben mit Ring im Wappen ist auf den Patron der Pfarrkirche St. Oswald in Freiland, den Heiligen Oswald von Northumbrien zurückzuführen. Die rot-silberne Rautung der unteren Hälfte des Wappens ist ein Zitat aus dem Wappen des Stiftes Admont und soll an die jahrhundertelange Verbindung der Gemeinde mit diesem Kloster erinnern.

### Namen
Das Wort „Kloster“ gehört zu einer Gruppe lateinischer Lehnwörter, die aus dem Sprachgebrauch des frühen Christentums übernommen wurden und beruht auf lat. „claudere (clausum)“ für „(ver)schließen“.
Das Wort bezeichnet im vorliegenden Zusammenhang ein Gebiet, das dem (Benediktiner-)Kloster Admont zuzurechnen war und das im Südwesten eines Gebietes lag, das bereits vorher diesem Kloster und dem Kloster Rein bei Graz
unterstand, somit innerhalb und außerhalb seiner Grenzen von Klöstern beeinflusst war. Ein Kloster im eigentlichen Sinn des Wortes gab es im Gebiet nicht. Der Name wurde nicht von einer Katastralgemeinde übernommen, sondern entstand neu mit der Schaffung der damaligen Gemeinde. Er hat auch mit dem Namen der Pfarre und des Pfarrortes St. Oswald nichts zu tun. Er entsprach der ortsüblichen Bezeichnung, war aber für die Schaffung von Gemeindenamen unüblich.
Es wurde in der Gemeindeübersicht eigens darauf hingewiesen.
Die amtliche Schreibweise für Ort
und die Pfarre ist „St. Oswald in Freiland“ (bewusst in, nicht im). Der Namenszusatz unterscheidet Ort und Pfarre von einer Reihe anderer Orte im Südwesten der Steiermark, die ihren Namen ebenfalls von einem Patrozinium des Hl. Oswald ableiten.

## Bevölkerungsstruktur
Die Gemeinde Kloster hatte laut Rasterzählung 2011 192 Einwohner, 67,6 % des Standes von 1848.
| Bevölkerungsverteilung 2011    | Bevölkerungsverteilung 2011 |
| ------------------------------ | --------------------------- |
| Klosterwinkel (mit St. Oswald) | 118                         |
| Rettenbach                     | 074                         |

### Bevölkerungsentwicklung 1848 bis 2011
Für 1939 ist die damals so genannte „Ständige Bevölkerung“ zuzüglich der Bewohner des Reichsarbeitsdienst-Lagers ausgewiesen, welche weder vorher noch später vorhanden waren.

## Geschichte

### Entstehung der Gemeinde
Die Gemeinde Kloster entstand 1850 aus den seit 1770 bestehenden „Numerierungsabschnitten“ oder „Konskriptionsgemeinden“ Rettenbach und Klosterwinkel (manchmal auch nur „Kloster“ genannt). Grundlage dafür war die Verwaltungsreform der österreichisch-ungarischen Monarchie nach 1848, rechtliche Basis das „Provisorische Gemeinde-Gesetz“.
Diese Ortsteile hatten damals 129 bzw. 155 Einwohner.
Bis zu dieser Reform hatte das Gebiet seit dem 13. Jahrhundert zur Grundherrschaft Freiland des Stiftes Admont gehört („Amt Freiland“). Diese Grundherrschaft bestand aus dem heutigen Freiland bei Deutschlandsberg (damals: Mitterspiel), Rettenbach und Klosterwinkel.
Das Gemeindegebiet lag nach der Vierteleinteilung der Steiermark 1462 im „Viertel dieshalb der Piberalm“, das auch als „Viertel zwischen Mur und Drau“ bezeichnet wurde. Die gerichtlichen Zuständigkeiten lagen im 16. und 17. Jahrhundert außerhalb des Dachtraufrechtes, das jedenfalls der Grundherrschaft zukam, für die niedere Gerichtsbarkeit beim „Admontischen Burgfried Freiland“ und somit ebenfalls bei der Grundherrschaft, für die höhere (Blut-)Gerichtsbarkeit beim Landgericht Ober-Wildon.
In allgemeinen Zusammenhängen, in denen keine Ausnahmen zu Gunsten des Stiftes bestanden, waren die Behörden des Marburger Kreises des Herzogtums Steiermark zuständig. Diese Behörden hatten ihren Sitz in Marburg an der Drau. Ab 1849 lag das Gebiet im Grazer Kreis.
Die Grenzen im Rettenbachtal bewirkten, dass eine Reihe von Bauernhöfen aus der ehemaligen Nachbargemeinde Osterwitz, Ortsteil Osterwitz-Winkel (u. a. Pöschl, Kleinreinisch, Stoff und Stefflpeterkeusche/Pust) kürzere und bessere Wegeverbindungen in die Gemeinde Kloster hatten als zum eigenen Gemeindezentrum. 1864 wurde von vlg. Pöschl erfolglos um Umgemeindung in die Gemeinde Kloster ersucht.
Kinder dieser Osterwitzer Höfe besuchten (teils mit, teils ohne schulbehördliche Genehmigung) dennoch die Schule in St. Oswald.
Verstorbene dieser Höfe wurden auf dem Friedhof von St. Oswald in Freiland begraben. Die Grenzziehung im Wildbachtal führte zu einer ähnlichen Situation für einige Bauernhöfe in der Katastralgemeinde Sallegg der Gemeinde Bad Gams, sodass sich am Friedhof von Kloster auch Begräbnisstätten für Familien aus Sallegg befinden.

### Verkehrswege und slawische Besiedlung im 6. und 7. Jahrhundert
Kloster liegt an einem alten Weg von Deutschlandsberg über die Koralm nach Kärnten (heute Hebalmstraße, steiermärkische Landesstraße 606). Diese Verbindung war eine der acht bekannten Trassen der nach Kärnten führenden Weinstraßen.

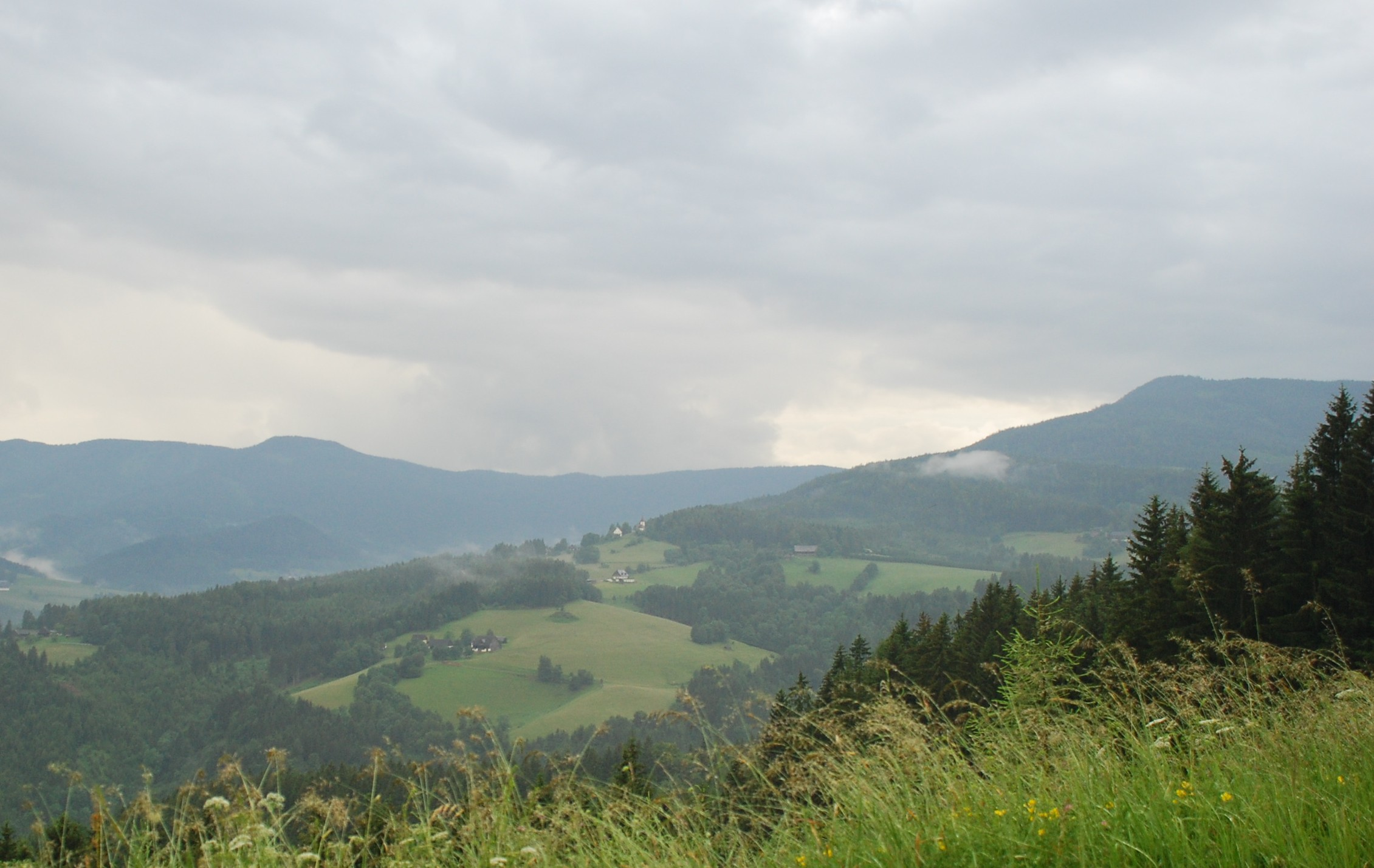
St. Oswald in Freiland im Gemeindeteil Klosterwinkel auf dem Wolfsriegel mit der Gipfelkuppe des Schwarzkogels (rechts)

Ein weiterer bedeutender Weg durchquerte Kloster ost-westlich:

St. Oswald lag 1850 vier (Fuß-)Wegstunden von der Bezirkshauptmannschaft in Stainz, drei Wegstunden vom Bezirksgericht in (Deutsch-)Landsberg entfernt

1225 wird eine Straße von Gams aus erwähnt, die über das Gebiet des Greim bis in die Alpen ging – die „Greimstraße“. An dieser Straße befand sich die „Hube an der Absetz“.
Dieser Name war die Bezeichnung des alten, heute nicht mehr vorhandenen letzten Bauernhofes des Rettenbachtals am Beginn der Hebalm (auch Nikljosl genannt, ca. 500 m südöstlich des heutigen Hebalmwirtshauses Rehbockhütte).
Die historischen Landkarten des Gebietes zeigen für den Verlauf dieser Straße mehrere Möglichkeiten auf: Sie kann in der Gemeinde Kloster westlich des Schwarzkogels über die Freiländer Alm über den Klosterwinkel oder südlich über das Gebiet von Rettenbach verlaufen sein.
Der slawische Hofname je eines Bauernhofes „Gratzen“ in den Ortsteilen Rettenbach und Klosterwinkel sind ein Hinweis, dass das Gemeindegebiet im 6. und 7. Jahrhundert zum slawischen Fürstentum Karantanien gehörte. Gleichzeitig sind diese Namen Beleg dafür, dass die Straßen der Gemeinde überörtliche Bedeutung hatten und zumindest einer gewissen amtlichen Beobachtung unterlagen.
Das Gebiet von Kloster lag an der Südostgrenze von Austrasien und des Ostfrankenreiches. Hinweise darauf haben sich nicht erhalten, können aber in der Bewertung von Orts- und Personennamen eine Rolle spielen.
In Karantanien lag Kloster inmitten eines großen, von slawischer Bevölkerung bewohnten Herrschaftsgebietes. Nach dessen Zerfall ab dem 9. Jahrhundert und der Gründung der Mark an der Mur kam es in die heutige Randlage an der Grenze zu Kärnten.
Die Siedlungsgeschichte ist an Namen in der Gemeinde und ihrer Umgebung abzulesen: Es gibt Namen aus der deutschen Sprache wie Moser, Godl, Klug, Rettenbach, Schwarzkogel oder Reinischhans, und Namen, die aus slawischen Wortstämmen abgeleitet werden können
wie Laßnitz, Gams, Kautz, Strehly, Osterwitz oder Gratzen.
Die Schreibweise „Žmugg“ für den Familien- oder Hofnamen „Schmuck“ wird nicht auf eine slawische Herkunft dieses Namens, sondern auf eine im slawischen Bevölkerungsanteil verwendete Schreibvariante eines deutschen Namens zurückgeführt.
Siedlungsspuren aus der Römerzeit sind nicht vorhanden. Hinweise darauf, dass sich in Rettenbach eine archäologische Fundstelle mit fünf Hügelgräbern (Tumuli) befände,
sind unrichtig. Sie beruhen auf einer Verwechslung dieser Katastralgemeinde mit der gleichnamigen Katastralgemeinde Rettenbach bei Hollenegg, wo diese Fundstelle tatsächlich liegt.
Die Wege durch das Gebiet auf die Hebalm und weiter nach Kärnten waren bis Mitte des 17. Jahrhunderts Teil eines „Geflechtes von Weinstraßen“ und wichtige Handelswege z. B. für Salz. Danach verlagerten sich die Handelswege, die Strecken über die Pack und die Stubalpe (Gaberl) erwiesen sich als bequemer und kürzer (für den Handel mit der Obersteiermark und Salzburg). Die Verbindungen über die Hebalm und die südlich von Kloster liegende Weinebene (in das Lavanttal und nördlich zum Obdacher Sattel) verloren an Bedeutung.

### Erschließung ab dem 12. Jahrhundert
Ab dem ausgehenden 12. Jahrhundert wurde das Gebiet als Teil von Freiland auf der Basis von Urkunden der Erzbischöfe von Salzburg wirtschaftlich erschlossen. Einige dieser Urkunden sind im Archiv des Stiftes Admont noch erhalten, andere Unterlagen aus dem Mittelalter und der frühen Neuzeit wurden durch den Brand des Stiftes 1865 vernichtet.
Basis sind:
- eine Urkunde Adalberts III. vom 30. März 1188 über die Schaffung der Grundlagen der Pfarre (aufbewahrt im Diözesanarchiv Klagenfurt)[36] und
- eine kurz danach entstandene Urkunde desselben Erzbischofs zur Übergabe von 40 Huben (Hofstellen) an den Priester Magister Frodo (Stiftsarchiv Admont).[36]

Magister Frodo behielt das erhaltene Gebiet allerdings nicht lange:

### Ab dem 13. Jahrhundert: Stift Admont
Mit einer Urkunde vom 6. Jänner 1203 beginnt die Beziehung des Stiftes Admont zum Gebiet von Kloster. Darin verbriefte Erzbischof Eberhard aus Salzburg dem Stift mehrere Schenkungen. Unter anderem wurde in dieser Urkunde das Gebiet, das 15 Jahre zuvor Magister Frodo erhalten hatte, an das Stift Admont übergeben (Stiftsarchiv Admont).
Ausdrücklich erwähnt wird, dass das auf Bitte des bisherigen Besitzers Magister Frodo geschah.
Admont besaß bereits seit seiner Gründung 1074 Güter im umliegenden Gebiet: 1184 hatte Kaiser Friedrich I. (Barbarossa) dem Stift den Besitz eines Waldes „zwischen Laßnitz und Gams“ (somit in der nordöstlichen Nachbargemeinde) bestätigt.
1185 bestätigte Herzog Otakar IV. dem Kloster einen Waldbesitz, der „zwischen Vochera, Gams und Laßnitz“ lag und sich bis hinauf in die Alpenregion erstreckte:
In diesem Gebiet liegen an der Nordostgrenze von Kloster heute der Reinischkogel und der Rosenkogel. In diesem Gebiet hatten die Admonter Mönche selbst roden lassen und dort vierzig Bauern angesiedelt. Es wird davon ausgegangen, dass dieser Ablauf Vorbild für die Schenkung an Magister Frodo kurz nach 1188 war.

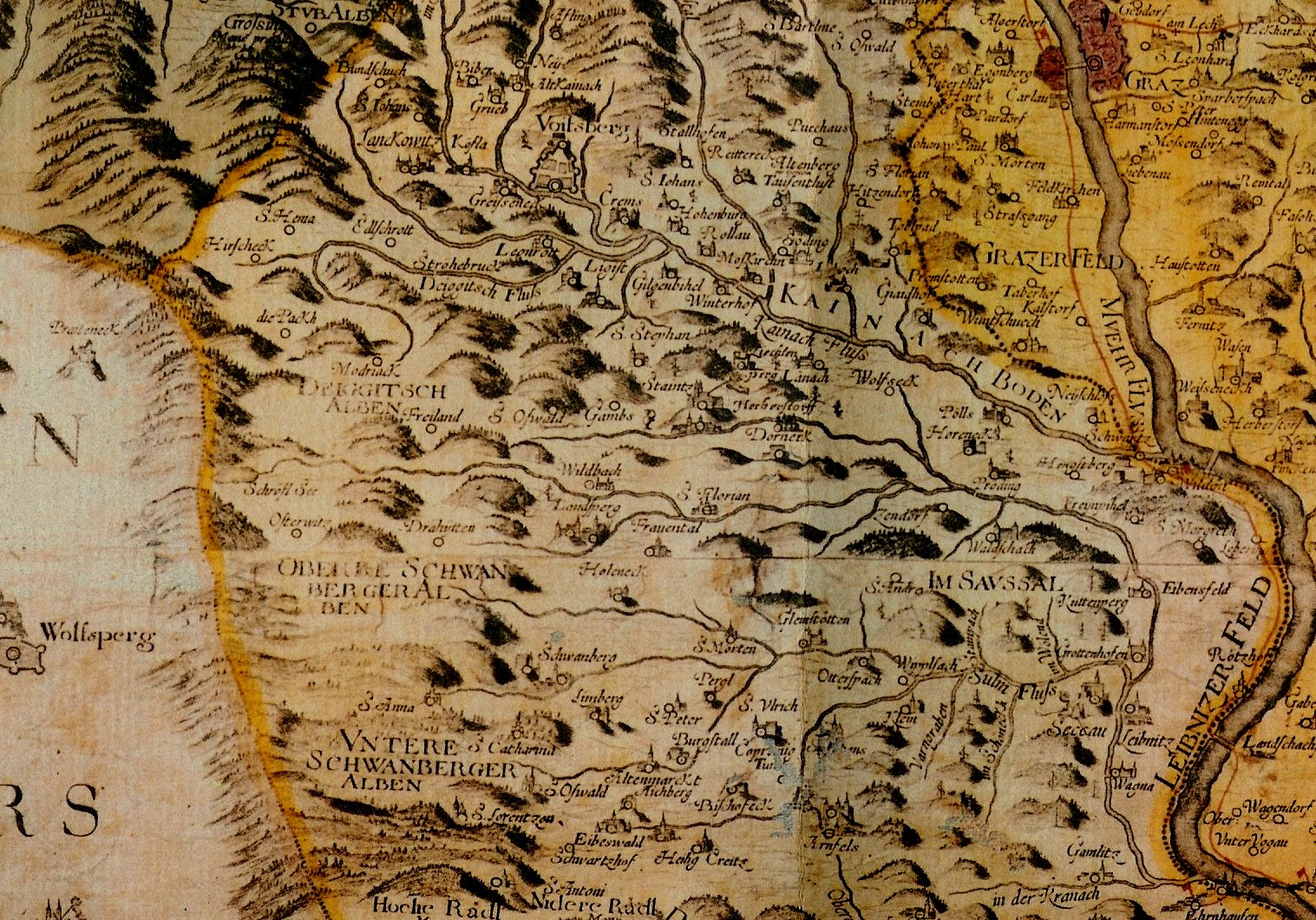
Das Gemeindegebiet um 1678 (Karte von Georg Matthäus Vischer, Ortsbezeichnungen von Freiland und St. Oswald vertauscht).

Das Stift Admont hatte danach über Jahrhunderte Rechte und Pflichten
- in weltlichen Angelegenheiten als Grundherrschaft (Eigentum bzw. Obereigentum, niedere Gerichtsbarkeit)
- in geistlichen Angelegenheiten als Besitzer des Pfarrgebietes (die Kirche in St. Oswald war bis 1892 eine Filialkirche/Localie der Pfarre St. Jakob in Freiland und wurde erst dann zur Pfarre erhoben).

Die Landesfürsten (Herzoge von Steiermark, Babenberger und Habsburger) oder die Bischöfe (von Salzburg, Lavant bzw. Graz-Seckau) waren diesen Aufgaben übergeordnet, wobei das Stift Admont, dessen Pfarren und Untertanen von manchen Verpflichtungen ausgenommen waren (kirchenrechtlich: exemt).
Die Exemtion bedeutete nicht, dass das Gebiet völlig vom Einfluss des Landesherrn ausgenommen (exterritorial) gewesen wäre.
Eine endgültige Klärung dieses Themas erfolgte erst im Rezess von Wien 1535: Darin anerkannte der Salzburger Erzbischof die Herrschaft der Habsburger über das gesamte steirische Gebiet, davor war umstritten, ob das Gebiet nicht eine Exklave Salzburgs wäre.
Die Aufgaben des Stiftes Admont wurden über die Propstei St. Martin in Graz-Straßgang wahrgenommen, die sich teilweise ab 1074, vollständig ab 1144 im Besitz von Stift Admont befand.
Die beiden Aufgabengebiete trennten sich erst Mitte des 19. Jahrhunderts mit der Bauernbefreiung.

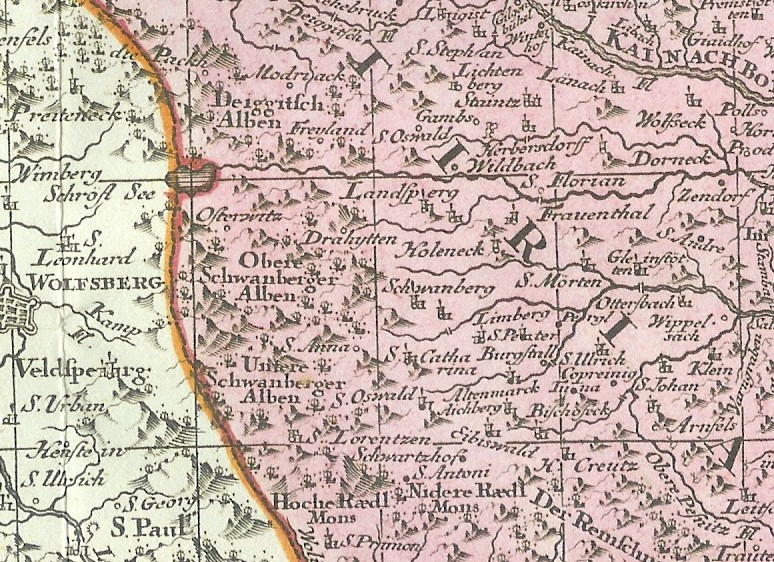
Das Gemeindegebiet im Jahr 1728 (Karte von Matthäus Seutter). Die Ortsbezeichnungen von Freiland und St. Oswald waren noch immer vertauscht.

1207 wurde das Gemeindegebiet in einer Zehentbestätigung zu einem „predium“ (Wirtschaftsgut) gezählt, welches sich von Blumau an der Laßnitz („Bluminow“) zwischen den beiden Laßnitzbächen bis hinauf zu den Alpen erstreckte: Dieses Gebiet ist heute der Höhenzug des Schwarzkogels.
Während es im Gebiet der Gemeinde Freiland mehrere Grundherrschaften gab, deren Inhaber auch wechselten, blieb das Gebiet der Gemeinde Kloster ab 1203 als Grundherrschaft fast 650 Jahre, als Pfarre fast 780 Jahre beim Stift Admont.
Unter der Herrschaft des Klosters erlebte das Gebiet eine lange ruhige Zeit, die allerdings von einigen Türkeneinfällen (Zerstörung der Kirche 1532) unterbrochen wurde. Ab 1770, in der ersten Personen- und Häusererfassung in Österreich, wurden Häuser und Menschen der Gemeinde in den zwei Numerierungsabschnitten Klosterwinkel (auch nur „Kloster“ genannt) und Rettenbach erfasst. Gemeinsam mit anderen Numerierungsabschnitten wie Osterwitz, Trahütten, Mitterspiel, Warnblick, Burgegg, Feilhofen gehörte das Gebiet zum Werbbezirk Landsberg.
Diese Numerierungsabschnitte wurden auch Konskriptionsgemeinden genannt. Aus ihnen wurden in den Jahren danach die gleichnamigen Steuergemeinden
und Katastralgemeinden.
Unterlagen über diese Zeit liegen im Archiv des Stiftes Admont. Das Gesamturbar vom 13. Jahrhundert ist zwar 1865 beim Stiftsbrand vernichtet worden, Unterlagen der Propstei St. Martin über spätere Zeiten sind aber erhalten.

### 19. Jahrhundert: staatliche Neugestaltung
Nach der Revolution 1848 wurde nicht nur die Rechtsstellung der Bauern durch die Bauernbefreiung verändert, es wurde auch die staatliche Organisation neu gestaltet.

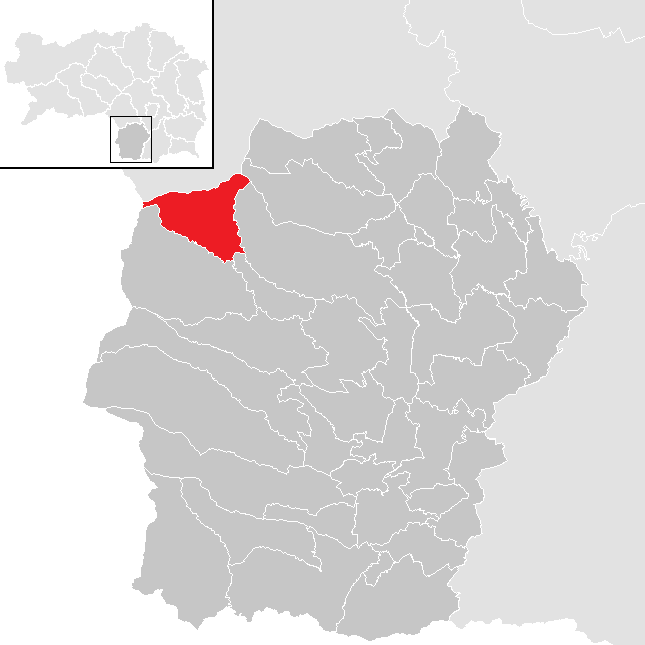
Lage der früheren Gemeinde Kloster im Bezirk Deutschlandsberg mit den Gemeindegrenzen bis Ende 2014

Kloster liegt seit seiner Gründung 1849/50 im Sprengel des Bezirksgerichtes Deutschlandsberg. Das Gebiet von Deutschlandsberg bildete ursprünglich keine Bezirkshauptmannschaft. Kloster gehörte (wie Stadt und Gerichtsbezirk Deutschlandsberg) zur Bezirkshauptmannschaft Stainz.

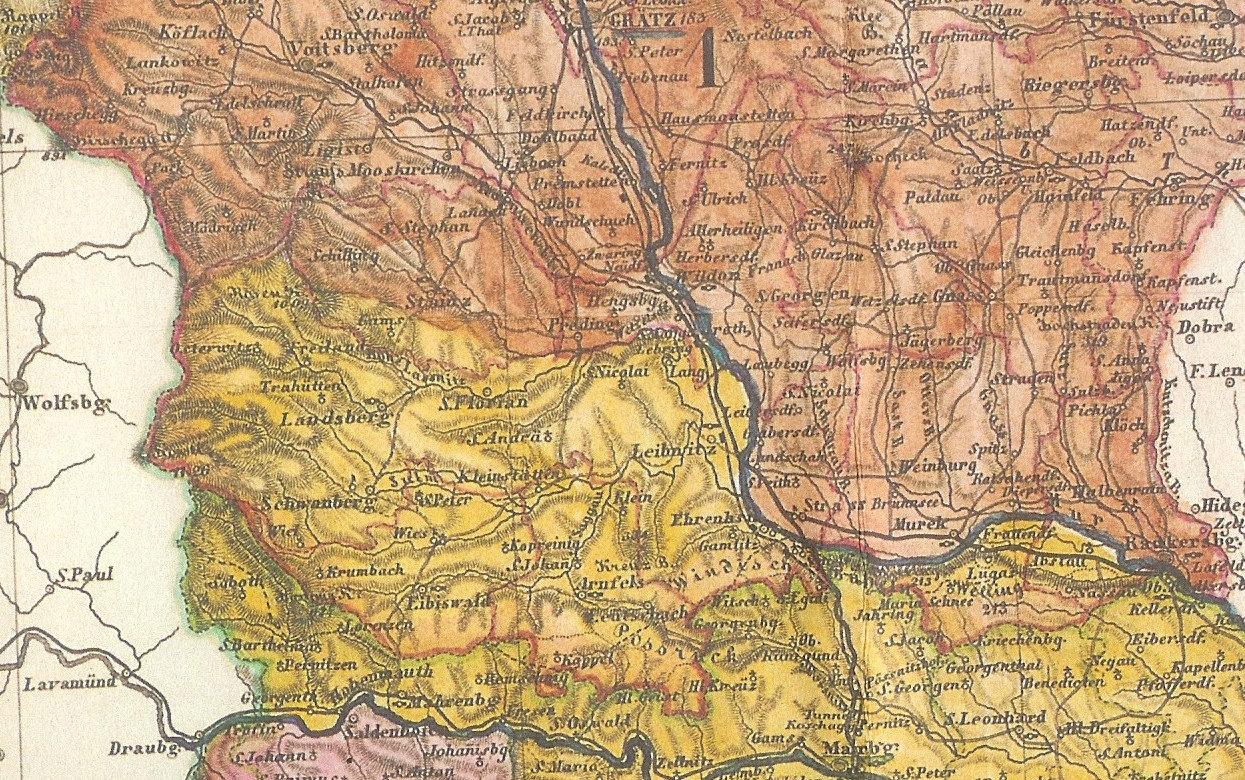
Das Gebiet lag am nordwestlichen Ende des Marburger Kreises. Die Kreisneuordnung ab 1850 ordnete weite Teile der Weststeiermark (hier: rot getönter Teil des gelb markierten Marburger Kreises) dem Kreis Graz zu.

Erst seit einer neuerlichen Organisationsreform ab 31. August 1868 auf der Basis der Dezemberverfassung 1867 gehört die Gemeinde Kloster zum damals neu gegründeten Bezirk Deutschlandsberg.

### Im 20. Jahrhundert

#### Erster Weltkrieg
Kloster lag nicht in der Kampfzone, hatte aber unter dem allgemeinen Mangel zu leiden. Männer aus der Gemeinde waren im Kampfeinsatz, ein Denkmal für die Gefallenen befindet sich an der Südseite der Pfarrkirche.
Dass im Herbst 1917 der Kanonendonner einer Isonzoschlacht aus einer Entfernung von ca. 140 km Luftlinie in Kloster zu hören gewesen sein soll, wurde von Menschen älterer Generationen erzählt
und ist auch in einer Literaturstelle festgehalten (danach sollen Schiffsgeschütze zum Einsatz gekommen sein).

#### Bevölkerungsentwicklung
Ab ca. 1930 begann der Sommer-Fremdenverkehr („Sommerfrische“), welcher in den Sommermonaten eine Reihe von länger verweilenden Besuchern brachte.
Während des Zweiten Weltkriegs wurde Kloster für Erholungsaufenthalte oder als Zuflucht vor den Bombenangriffen auf Städte aufgesucht. Beispielsweise verbrachte der Gründer des Bildungszentrums Bogenhofen, Prof. Ferdinand Pieringer, auf diese Weise mehrere Monate in der Gemeinde.

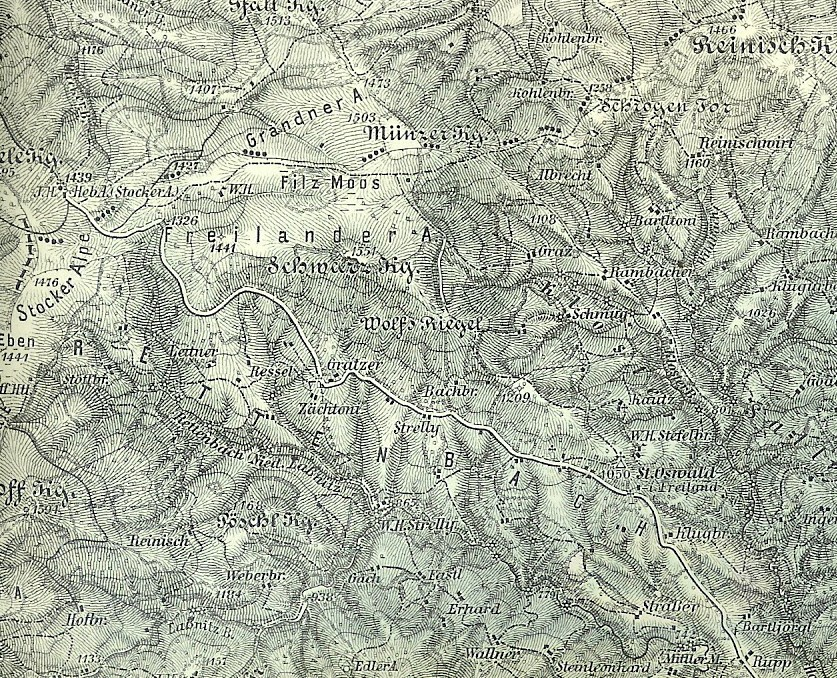
Das Gebiet der Gemeinde Kloster in den 1930er Jahren. Das Arbeitsdienstlager ist noch nicht verzeichnet, die Klosterwinkelstraße hat noch den alten Verlauf.

Die Bewohnerzahl des Arbeitsdienstlagers erhöhte die Bevölkerungszahl ab 1938. Später boten die Bauernhöfe der Gemeinde Notunterkünfte für ausgebombte Personen aus den Städten.
Kloster war in der Nachkriegszeit auch Zwischenaufenthalt für ehemalige Heeresangehörige, bis diese zivile Tätigkeiten aufnahmen und wieder abwanderten. Sie bot auch Unterkunft für Flüchtlinge (in den Baracken des ehemaligen Arbeitsdienstlagers).
Die Veränderungen in der Einwohnerzahl von 1938 bis 1947 sind darauf zurückzuführen.
Ab 1960 entstanden in Kloster eine Reihe von Ferien- und Wochenendhäusern, häufig von Besitzern aus der ca. 60 km entfernten Stadt Graz. Diese Zweitwohnsitze wirken sich auf die Bevölkerungszahl nicht aus.
1964 boten die beiden Gasthöfe im Ort Unterkünfte für ca. 90 Personen, als Preis werden pro Person 60 damalige Schilling (2024 ca. 30 Euro) für Vollpension genannt. Dazu gab es ca. 30 Unterkünfte in Fremdenzimmern in Privathäusern. In diesem Jahr wurde auch der Löschteich der Feuerwehr durch Betonwände in ein ca. 20 × 6 m großes Schwimmbecken umgestaltet.

#### Reichsarbeitsdienst und Partisanen
Im Zweiten Weltkrieg befand sich im Ort St. Oswald ein Lager des Reichsarbeitsdienstes (RAD), dessen Bewohner die Straßenverbindung nach Bad Gams (Klosterwinkelstraße, heutige Landesstraße 645) auszubauen hatten.
In den Jahren 1944 und 1945 kam es zu Konflikten zwischen den Lagerbewohnern und Partisanen aus dem damaligen Jugoslawien. Diese Gruppe hatte in der Bevölkerung teilweise Unterstützung gefunden. Es hatten sich ihr auch einige desertierte deutsche Soldaten angeschlossen.
Im Rahmen dieser Konflikte wurden im Gebiet von Deutschlandsberg um den 16. März 1945 eine Reihe von Personen verhaftet, die als Sympathisanten der Partisanen vermutet wurden. Auslöser war der Mord an einem Gendarmen, der zwei Verdächtige verhaftet hatte.
Am 10. April 1945 wurden 18 Verhaftete, darunter der Schwanberger Arzt Ludwig Mooslechner,
bei einem Bombentrichter auf der Hebalm erschossen.
Die Stelle liegt bei ca. 46° 54′ 7,7″ N, 15° 2′ 57,1″ O im Wald nördlich des Bauernhofes vlg. Leitner („Leitnerwald“) einige Meter südlich der heutigen Hebalmstraße. Sie ist nicht bezeichnet.
Einem 19. Gefangenen, einem der beiden gefangenen Franzosen, gelang die Flucht, wodurch der Vorfall und seine Urheber rasch bekannt wurden.
Unabhängig davon waren schon am Ostersonntag, den 1. April 1945, fünf Widerstandskämpfer von Bewohnern des RAD-Lagers gefangen genommen und erschossen worden. Diese Tat war Gegenstand des Grazer Partisanenmordprozesses.

#### Luftkrieg
Am „blutigen Palmsonntag“, den 2. April 1944, kam es über Kloster zu einem schweren Luftgefecht: Deutsche Militärflugzeuge versuchten, eine aus Italien anfliegende Bomberflotte der Alliierten Streitkräfte abzudrängen. Dieser Kampfverband bestand aus 411 viermotorigen Bombern und 152 Jagdflugzeugen. Mindestens elf Flugzeuge, davon sechs deutsche, stürzten im Bereich der Koralpe ab.
Schüsse und Munitionsreste (Patronenhülsen) trafen Gebäude und beschädigten Dächer
Ein deutsches Flugzeug stürzte im Talschluss des Rettenbachtales beim Hof vlg. Stoff in sumpfiges Gelände und grub sich zur Gänze ein.
Das Wrack eines britischen Bombers auf dem Feld unterhalb des Bauernhofes Steffelbauer war Anlass für die britischen Streitkräfte, in den letzten Tagen des Zweiten Weltkrieges im Mai 1945 aus dem Lavanttal kommend die Ortschaft St. Oswald aufzusuchen.
Durch Notabwürfe von Fliegerbomben kam es zu weiteren Schäden. Zu Mittag des 14. Februar 1945 wurden von einem Bomberverband, der aus dem Norden kam, drei Sprengbomben abgeworfen, Glas- und Dachschäden entstehen.
Ebenfalls von einem aus Norden kommenden Verband wurden am 17. Februar 1945 um etwa 14:00 Uhr 37 Sprengbomben über der Gemeinde abgeworfen. Kirche, Schule, Straße und Wohnhäuser werden beschädigt. Etwa 1000 Bäume werden beschädigt. Ein Forstarbeiter aus der Ukraine wird getötet, eine Person durch Splitter am Oberschenkel leicht verletzt.
Die Bodenkämpfe des Zweiten Weltkrieges verschonten das Gebiet von Kloster.

#### Flüchtlinge
Von Februar bis Mai 1945 zogen Tausende von Flüchtlingen, aber auch Resteinheiten des deutschen Heeres kampflos durch das Gebiet über die Hebalmstraße Richtung Westen, den britischen Streitkräften in Kärnten entgegen.
Ausrüstungsgegenstände, auch Fahrzeuge, Waffen und Munition, wurden zurückgelassen oder gegen Lebensmittel und Gegenstände des Zivillebens getauscht.

#### Kriegsende: Zusammentreffen der britischen und der sowjetischen Armeen
Kloster lag zu Kriegsende an der Grenze der Eroberungsgebiete der sowjetischen und der britischen Streitkräfte. Eine Erkundungsgruppe der Roten Armee gelangte in Rettenbach mindestens bis zum Bauernhof Gratzen.
Im Klosterwinkel kamen sowjetische Patrouillen von Gams aus bis zum Anwesen Reinischwirt.
Zu Kampfhandlungen mit der deutschen Wehrmacht kam es nicht mehr.
Militärmunition, Patronenhülsen, Reste von Ausrüstungsgegenständen und andere militärische Gegenstände werden vereinzelt im Gelände gefunden. Das ist aber nicht auf Kämpfe zurückzuführen, sondern auf Übungen des österreichischen Bundesheeres im Schwarzkogelgebiet in den Jahren um 1960 oder darauf, dass Militärwaffen 1945 von durchziehenden flüchtenden Truppenteilen zurückgelassen wurden. In den Tagen vom 6. bis 12. Mai 1945 waren Teile der 118. deutschen Jägerdivision und Soldaten der ungarischen Division „Szent Laszlo“ vor der Gefangennahme durch die Rote Armee auch über die Hebalmstraße Richtung Kärnten geflüchtet, um sich dort den Briten zu ergeben. Militärische Gegenstände wurden auch von der einheimischen Bevölkerung erworben (gegen Lebensmittel usw. eingetauscht) und danach als Jagdwaffen verwendet.
Kloster wurde als erste Gemeinde in der Südweststeiermark am 12. Mai 1945 von der aus Kärnten kommenden britischen Armee besetzt.
Um den 13. Mai 1945 trafen britische und sowjetische Truppenteile zwischen den Orten St. Oswald und Freiland aufeinander. In den ersten Tagen der britischen Besetzung wurden von St. Oswald aus mehrfach Patrouillen nach Freiland entsandt, das damals von der sowjetischen Armee kontrolliert war. Freiland wurde erst am 1. Juli 1945, nach einer anderen Quelle bereits ab 17. Mai 1945 von den Briten besetzt, Deutschlandsberg erst im Juli 1945.
Die strengen Kontrollen an den Grenzen der Besatzungsgebiete führten dazu, dass die Gemeinde Kloster ebenso wie die anderen im britischen Bereich liegenden Gebiete damit begann, sich nach Kärnten zum Bezirk Wolfsberg zu orientieren (Moserjosl und Trahüttenkogel waren bis in den Sommer durch sowjetische Truppen besetzt). Im Juli 1945 befand sich eine eigene Außenstelle der Gendarmerie (Polizei) in Kloster.
Das Gebiet von Kloster lag danach wie die gesamte Steiermark bis 1955 in der britischen Besatzungszone.

#### Hamsterer
Angesichts der Lebensmittelknappheit in der Zeit nach Kriegsende wurde das Gemeindegebiet häufig von Personen aufgesucht, die bei den Bauern außerhalb der Lebensmittelbewirtschaftung Brot, Butter, Speck, Fleisch usw. einkaufen oder gegen Wertgegenstände eintauschen wollten. Es gab Zugsverbindungen zwischen Graz und Deutschlandsberg, die als „Hamstererzüge“ bezeichnet wurden, weil sie von entsprechend tätigen Passagieren überfüllt waren.

#### Umstellungsgebiet Koralpe
Nach 1950 wurden die ungünstige Verkehrslage, fehlende Kommunikationsverbindungen und mangelnde Anbindung an das Elektrizitätsnetz sowie die generell geringe Technisierung zu immer stärkeren Belastungen nicht nur für die Bauern von Kloster. 1951 gab es im ganzen Bezirk Deutschlandsberg nur 79 (Diesel-)Traktoren (zehn Jahre später bereits 2335). Mit Unterstützung der landwirtschaftlichen Interessenvertretung (Bauernkammer) wurden Umstellungsgebiete (UG) geschaffen, in denen die Wirtschaftsstruktur der teilnehmenden Gemeinden mit öffentlicher Förderung nachhaltig verbessert wurde. Die Gemeinde gehörte zum UG Koralpe.

## Veranstaltungen und Vereine
Der Musikverein von Kloster begleitet mit seiner Musikkapelle Gottesdienste und andere Feste und vertritt die Gemeinde bei Veranstaltungen (z. B. dem Treffen der nach dem Hl. Oswald benannten Gemeinden). Die Entwicklung der Musikkapelle ist geprägt durch das jahrzehntelange Wirken ihres Kapellmeisters Josef Wölkart, der auch über die Gemeindegrenzen hinaus Musikertreffen mit organisierte. Ihm wurde dafür am 8. Oktober 2023 das Ehrenzeichen der Stadt Deutschlandsberg verliehen.

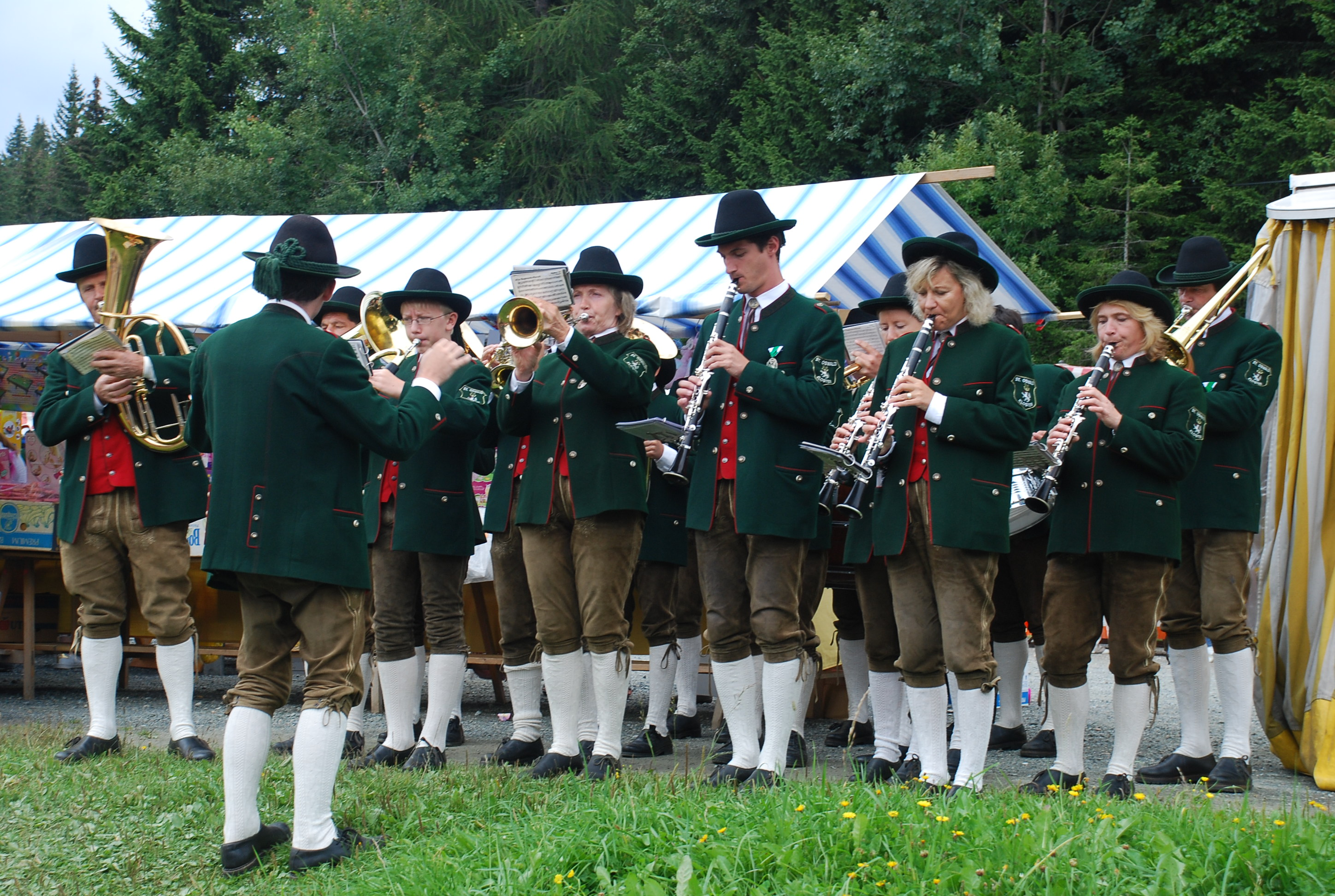
Die Musikkapelle ist wichtiger Teil des Gemeindelebens.

Gesellschaftliche Veranstaltungen (Konzerte, Bälle etc.) finden im Ortszentrum St. Oswald in Freiland (Mehrzweckhalle) neben dem Amts- und Schulgebäude (ehemaliges Gemeindehaus) statt.
Mit den Gastronomiebetrieben Gasthof Triftweber (Ingrid Klug) im Ort und der Rehbockhütte (Werner Moser) auf der Hebalm stehen Räume für private Feiern zur Verfügung. Weitere Gaststätten waren der Gasthof Steffelbauer, bis Oktober 2023 der Gasthof Moser Martin in Rettenbach sowie der (mittlerweile ebenfalls geschlossene) Reinischwirt (Annemarie Longus und Ida Lueger) in Klosterwinkel.
Im Gasthof Steffelbauer fanden Veranstaltungen mit Musikgruppen und Künstlern aus dem Bezirk und der weiteren Umgebung statt, z. B. den Lonsperch Rofflern (Jazz, Folk, Rock, Kabarett, moderne Theaterliteratur).
Pfarrgemeinderat, Musikkapelle, Freiwillige Feuerwehr Kloster und Kameradschaftsbund wie auch der Sportverein sind tragende Bestandteile des Zusammenlebens. Die Mitglieder dieser Vereine sind wesentlich an der Organisation von Hochzeiten, Begräbnissen, Kirtagen und anderen Festen in Kloster beteiligt.

## Infrastruktur

### Raumordnung, Flächenwidmung
Die Gemeinde hatte sich mit elf anderen Gemeinden
zur Initiative „Regionale Agenda 21“ zusammengeschlossen. Kernthemen sind die Abwanderung und der damit verbundene Verlust an Kulturlandschaft bzw. die daraus entstehende kontinuierliche Zunahme der Waldflächen.
Für Kloster ist ein Flächenwidmungsplan erlassen, der außerhalb der Bauernhöfe eine Baulandwidmung nur im Ort St. Oswald und auf einigen kleinen Flächen entlang der Hebalmstraße vorsieht.
Damit wird u. a. den Anforderungen des Landschaftsschutzgebietes entsprochen, in welchem Kloster liegt. Nach dem steiermärkischen Grundverkehrsgesetz war Kloster eine „Vorbehaltsgemeinde“: In solchen Gebieten können nach dem Raumordnungsgesetz
Gebiete festgelegt werden, in denen keine Zweitwohnsitze begründet werden dürfen.
Die Gemeinde Kloster hatte bei der Bedeutung für den Tourismus wie ihre Nachbargemeinden Osterwitz und Freiland die Ortsklasse D.
Das bedeutet ein nicht vorrangig auf touristische Ziele ausgerichtetes, somit im konkreten Fall angesichts der Lage in einer waldreichen Gegend sehr ruhiges Gebiet. Die ruhige Lage wird durch eine Reihe von Privatzimmervermietern genützt („Urlaub am Bauernhof“).

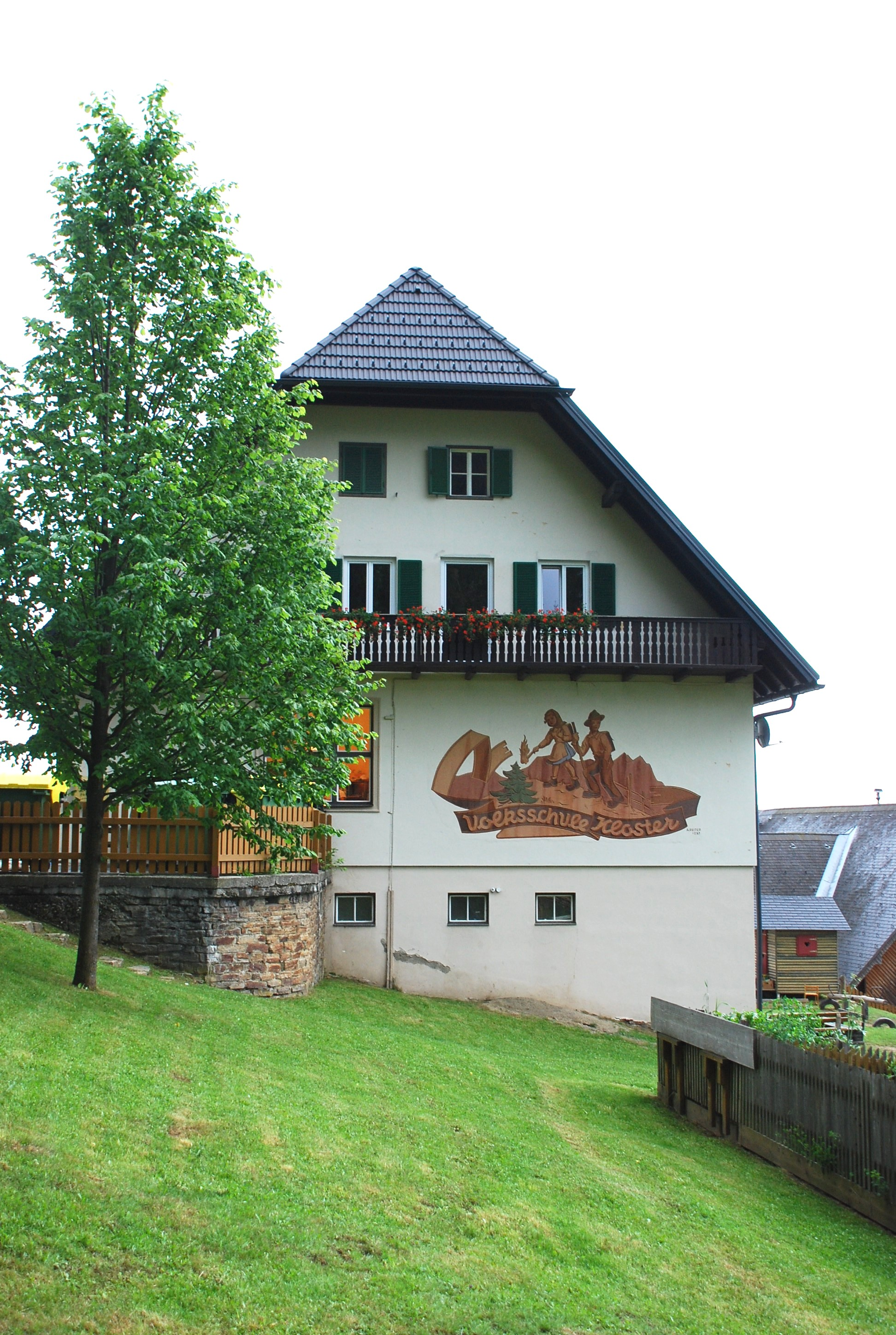
Ehemaliges Gemeindeamt und Schulgebäude von Kloster

Kloster ist Berggebiet nach dem Landwirtschaftsgesetz.
Alle bäuerlichen Betriebe in ihr sind Bergbauernbetriebe.
Kloster gehört zu den „Administrativen Einheiten des Alpenraumes in der Republik Österreich“ nach dem Übereinkommen zum Schutz der Alpen (Alpenkonvention).

### „Gmoa“
Westlich des Ortes St. Oswald liegt am Rücken des Schwarzkogels ein 22,4 Hektar großes Waldgebiet, das in der Umgangssprache als Gmoa bezeichnet wird (im Grundbuch: „Gemeinalpe“).
Es steht im gemeinsamen Eigentum der Besitzer mehrerer Bauernhöfe. Die Eigentumsanteile sind grundbücherlich nicht Personen zugeordnet, sondern mit dem Eigentum an den Liegenschaften (den im Grundbuch so genannten „Stammliegenschaften“) verbunden.
Die Bezeichnung ist ein Hinweis, dass es sich bei diesem Gebiet um den Rest eines dörflichen Allgemeingutes (Allmende) handelt, solche Gebiete wurden im bayrischen Sprachgebrauch als „G(e)mein“ bezeichnet. Sie bestanden bei vielen Orten, die im 12. oder 13. Jahrhundert entstanden und sind Hinweise auf eine planmäßige Besiedelung eines Gebietes, deren Rahmenbedingungen durch eine Obrigkeit festgelegt wurden. Ab dem Spätmittelalter wurden diese Gemeinschaftsbereiche allerdings meist wegen Unstimmigkeiten unter den Berechtigten aufgeteilt oder ihr Gebiet neuen Hofstätten (Keuschen, Huben) zugewiesen.

### Behördenwege
Kloster gehört zu jenen Gebieten, in denen der Bürgermeister das Recht hatte, die Ausstellung von Reisepässen und Personalausweisen abzuwickeln, um den Bewohnern zumindest in diesen Angelegenheiten die Anreise zur nächsten Passbehörde in die Bezirkshauptstadt zu ersparen.
Ähnliche Rechte, nach welchen die Einbringung eines Antrages bereits bei der Gemeinde (und nicht erst bei der zuständigen Stelle) Fristen wahren kann, bestehen allgemein nach den Vorschriften des Sozialversicherungsrechts.

### Schule und Ausbildung
Im Ort St. Oswald befindet sich ein Kindergarten und eine zweiklassige Volksschule. Sie hat rund 30 Schüler und Schülerinnen, die teilweise auch aus den Nachbargemeinden zur Schule kommen.
Hauptschule und Oberstufen-Realgymnasium befinden sich in Deutschlandsberg, Berufsschulen bzw. Fachschulen in Stainz, Wies und Eibiswald.
Die nächsten Universitäten befinden sich in Graz (Karl-Franzens-Universität, Medizinische Universität, Technische Universität, Universität für Musik und darstellende Kunst). Eine tägliche Anreise zu Studienorten in Graz von Kloster (ebenso von Freiland) aus wurde auf Basis des Studienförderungsgesetzes als nicht mehr zumutbar erklärt.

### Verkehr

#### Straßen

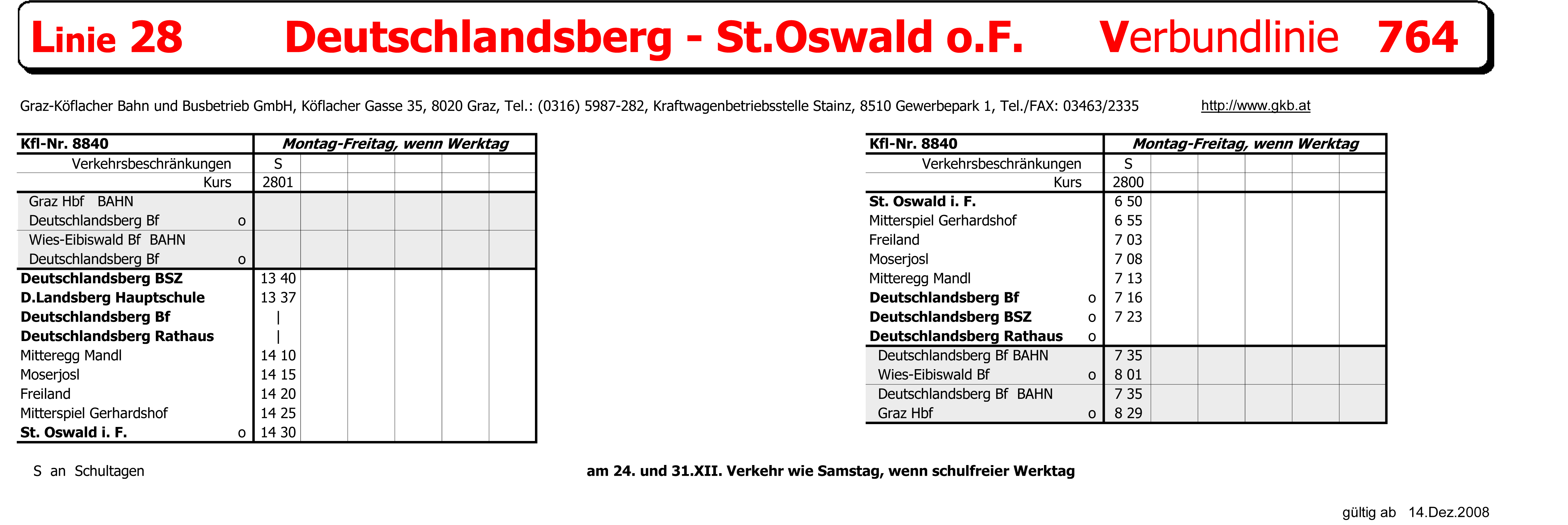
Der Busfahrplan enthielt zuletzt nur noch Verbindungen für Schulfahrten nach und von Deutschlandsberg

Kloster liegt an der Hebalmstraße (Landesstraße 606). Diese Straße führt von Frauental an der Laßnitz (Kreisverkehr an der B 76) über den Deutschlandsberger Gemeindeteil Wildbach über die steile, mit Spitzkehren in den Hang gebaute Hinterleitenstraße auf den Höhenrücken des Schwarzkogelzuges zwischen Laßnitz und Wildbach. Ab dem Ort St. Oswald verläuft die Straße auf dem Südhang des Schwarzkogels auf die Hebalm zur Grenze nach Kärnten. Sie verbindet die Gemeinde mit der Radlpassstraße B 76 und der Kärntner Gemeinde Preitenegg an der Packer Straße B 70. Über die B 70 besteht auch die kürzeste Verbindung zur Südautobahn A 2 (Anschlussstelle Pack).
Von der L 606 zweigt knapp östlich vor dem Ort St. Oswald die L 645 ab (Klosterwinkelstraße, Salleggerstraße). Sie erschließt die Katastralgemeinde Klosterwinkel und ist über den Ortsteil Sallegg der Gemeinde Bad Gams ebenfalls an die Radlpassstraße angebunden.
Beim Bauernhof (vlg.) Faustner in Rettenbach zweigt eine Straße ab, die über das Anwesen vlg. Blasi, über die Laßnitz und vlg. Fastlbauer nach Osterwitz führt.
Die Hebalmstraße war westlich des Ortes St. Oswald bis ca. 1965 eine einspurige Schotterstraße mit händisch zu öffnenden Toren an der Grenze der Freiländer Alm auf der Hebalm. Sie wurde danach zur heutigen zweispurigen Asphaltstraße ausgebaut. In dieser Zeit wurde auch die L 645 asphaltiert, bis ca. 1980 folgten die Gemeindestraßen und Hofzufahrten.
Seit Auflassung der Tankstelle beim Gasthof Triftweber im Ort St. Oswald in Freiland ca. 1972 befinden sich die nächsten Tankstellen ca. 15 km vom Gemeindezentrum entfernt in Deutschlandsberg und an der Packer Straße.

#### Öffentlicher Verkehr
Eine öffentliche Verkehrsverbindung bestand bis 14. Dezember 2013 (Fahrplanwechsel) vom Ort St. Oswald, Gasthaus Triftweber (als Haltestelle Gh Klug), zur Bezirkshauptstadt Deutschlandsberg. Die Betriebspflichtenthebung vom 8. Oktober 2012 ist mit den geringen Fahrgastzahlen dieser Linie 764 (Kraftfahrlinie 8840) begründet. Die Autobuslinie wurde anfangs vom Unternehmen Kortschak geführt, das bereits 1934 einen damals Aufsehen erregenden sechssitzigen „Tatra“-Wagen für seine Busverbindungen erworben hatte. Ab 1949 wurde ein als Autobus ausgebautes Fahrgestell eines Pontiac-Armeefahrzeuges für die Fahrten verwendet. Dieser „Koralpenexpress“ verkehrte mehrmals die Woche. Die Autobusverbindung nach Kloster ist jünger als jene von Deutschlandsberg nach Glashütten (die schon in den 1930er-Jahren zumindest im Sommer bestand), sie scheint erst ab den 1950er-Jahren im amtlichen Kursbuch auf.
Diese Buslinie wurden 1954 gemeinsam mit der Buslinie nach Glashütten an die Graz-Köflacher Eisenbahn-GKB übergeben. Für diese beiden Linien, die auf unausgebauten Schotterstraßen mit Steigungen bis 27 % verliefen, wurden zwei 8,6 m kurze, 30-sitzige Autobusse der Saurer-Werke, Reihe 5GAO, verwendet, die einen zuschaltbaren Allradantrieb ohne Differentialsperre besaßen. Diese beiden Busse und ihre gelbgrau/rote Lackierung („Drapp 413“) prägten den Linienverkehr für die nächsten zehn Jahre.
Die Straßen dieser Verbindungen hatten den Steilabfall des Koralpenzuges in das Grazer Becken zu überwinden. Der Name „Hundsreih“ für den Straßenanstieg westlich von Deutschlandsberg belegt die damit verbundenen Schwierigkeiten.
Mehr als zwei Kurse täglich (ein Kurs bis in die 1960er-Jahre in den Sommermonaten auch sonntags) bestanden nur ausnahmsweise. Ab 1970 musste dem sinkenden Bedarf infolge des Bevölkerungsrückgangs und der steigenden Kraftfahrzeugdichte durch stetige Rücknahme des Angebotes Rechnung getragen werden. Zunächst wurden die Verbindungen auf hauptsächlich dienstags und freitags eingeschränkt (um auch in der Ferienzeit Amtswege, z. B. Meldetermine beim Arbeitsamt wahrnehmen zu können), dann auf einen einmal täglichen Schülertransport pro Richtung. Auch die Sonderfahrten zu den Kirtagen auf der Hebalm/Freiländeralm, die nach 1960 teilweise noch mit mehreren Bussen auch ab Graz geführt wurden, sind Geschichte.
Die Autobuslinie gehörte zum Verkehrsverbund Steiermark und hatte die Liniennummer 764. Statt ihr werden die Schüler durch ein privates Unternehmen transportiert.
Der Schülertransport innerhalb der Gemeinde wurde früher von einem in der Gemeinde ansässigen Transportunternehmen und nun mit dem Mannschaftstransportfahrzeug der Freiwilligen Feuerwehr Kloster abgewickelt.

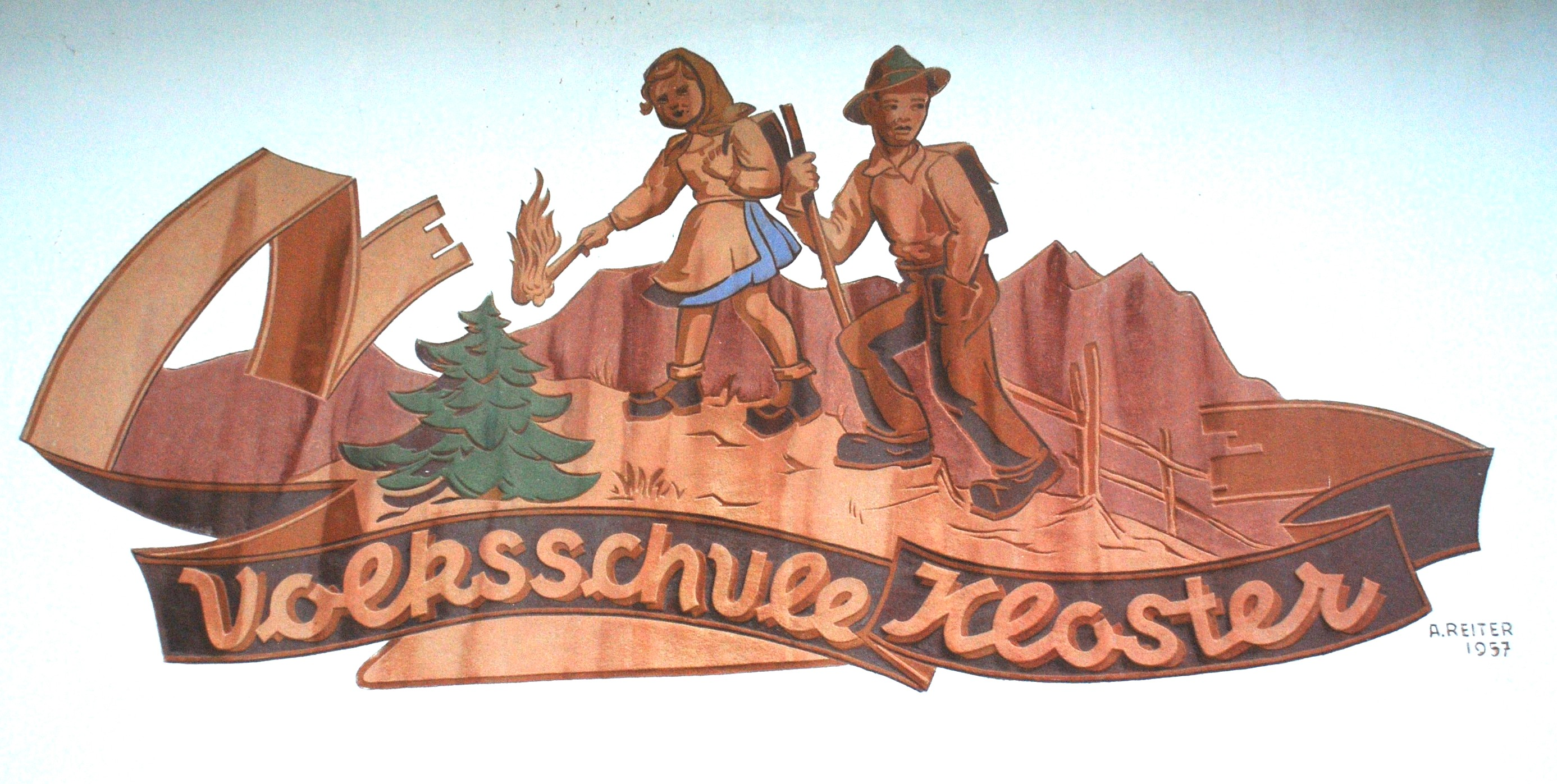
Auf dem Schulgebäude in St. Oswald: Der Schulweg von Bergschulkindern

Bis 1959 war, wenn kein Fuhrwerk zur Verfügung stand, ein üblicher Weg in die Bezirkshauptstadt der mindestens einstündige Fußmarsch zur Endstation der Waldbahn Deutschlandsberg im Tal der Laßnitz bei Freiland, danach eine ungefähr einstündige Bahnfahrt.

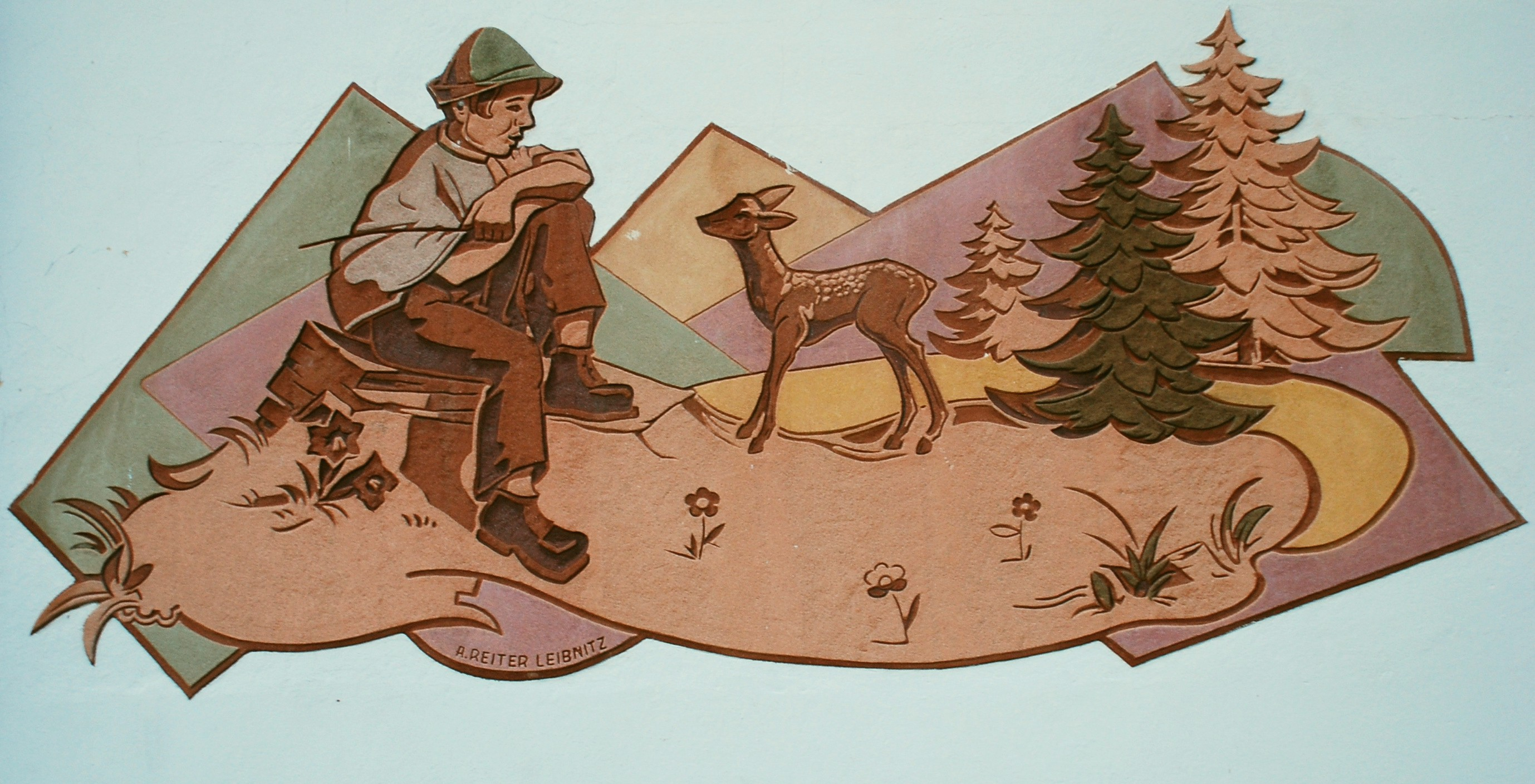
Hirtenbub auf dem Schulgebäude der Volksschule Kloster

Schulwege für Kinder aus abgelegenen Bauernhöfen konnten ebenfalls bis zu zwei Stunden pro Richtung in Anspruch nehmen. An deren Situation wird durch Darstellungen am Volksschulgebäude in St. Oswald erinnert.
Die Versorgung aus dem öffentlichen Stromnetz endete bis ca. 1965 in der Mitte der Katastralgemeinde Rettenbach beim Anwesen vlg. Kriegl und wurde danach bis auf die Freiländer Alm verlängert. Dass sich an Rettenbach und Wildbach einige Kleinkraftwerke befinden, ist auch auf die fehlende öffentliche Stromversorgung früherer Jahrzehnte zurückzuführen.

### Medizinische Versorgung
Kloster war nie Sitz eines Arztes, einer Apotheke oder einer Krankenanstalt. Die medizinische Versorgung wird von Deutschlandsberg aus wahrgenommen (dort auch Krankenhaus).

### Nahversorgung
Um das Jahr 1988 wurde das einzige Gemischtwarengeschäft in der Gemeinde (Fam. Kargl, früher Kollmann) geschlossen. Die Nahversorgung wird seither durch Zustelldienste der Gewerbebetriebe aus Deutschlandsberg und Wolfsberg bzw. durch Nachbarschaftshilfe gewährleistet, wenn ein Haushalt nicht in der Lage ist, die Einkäufe mit eigenen Kraftfahrzeugen abzuwickeln. Vor diesem Hintergrund werden auch Versandhausgeschäfte für Einkäufe herangezogen.

### Post
Die Postzustellung in der damaligen Gemeinde Kloster wurde 1887 als „Ruralpostdienst“ aufgenommen: Post wurde im Sommer dreimal, im Winter zweimal wöchentlich zugestellt. Bereits früh stand dem Briefträger dafür ein Motorrad, später ein Pkw-Kombi zur Verfügung. Da die Bevölkerung der Gemeinde Kloster ca. 20 bis 30 km vom nächsten Postamt in Deutschlandsberg entfernt wohnt, waren in der Gemeinde zwei Postablagen eingerichtet (ab 1. Juli 1957: Posthilfsstelle-PHSt, ab 1983 Poststelle-PSt):
- Im Ort St. Oswald (Gasthof Triftweber) von 1940 bis zum 30. November 1992. Dieser Gasthof war auch der Übernachtungspunkt der Zustelltour des Briefträgers, die bis in die Nachkriegszeit noch zu Fuß erfolgte: Der erste Tag dieser Tour begann am Postamt in Deutschlandsberg und ging am Montag, Mittwoch und Freitag über St. Jakob in Freiland (Freiländerwirt, Postablage) über den Laßnitzgraben nach Osterwitz (Mittagspause, ebenfalls mit Postablage) zurück nach St. Oswald in Freiland, wo sich ebenfalls eine Postablage befand. Am nächsten Tag (Dienstag, Donnerstag, Samstag) ging es zurück zum Postamt, beide Tage mit den jeweils, wenn auch seltener als später, notwendigen Postzustellungen bei einzelnen Bauernhöfen.[93]
- bei der Rehbockhütte auf der Freiländer Alm (Schutzhaus Freiländeralm, Hebalmschutzhaus) ab 15. Juni 1962. Diese Poststelle wurde ab 1972 nur noch als Saison-Poststelle vom 1. Juni bis 15. September jedes Jahres geführt, ab 1984 bestand nach Einrichtung des Schigebietes (Klug-Lifte) auch ein Winterbetrieb. Ab 9. April 1988 sollte die Poststelle ganzjährig geführt werden, sie wurde aber kurz danach am 20. Juni 1989 aufgelassen.[94]

Die Postzustellung in der Gemeinde erfolgt durch Landbriefträger, bei denen auch Postsendungen aufgegeben werden. Dementsprechend befindet sich in der Gemeinde nur mehr ein einziger Briefkasten im Ort St. Oswald beim Gasthof Triftweber (Gh. Ingrid Klug).

### Geldverkehr
Bis 1965 hatte Kloster eine eigene Raiffeisenkasse (Raiffeisenbank). Sie wurde damals mit der Raiffeisenkasse Deutschlandsberg verschmolzen.
Die Bankstelle in der Gemeinde, die nur wenige Stunden wöchentlich geöffnet hatte, wurde aufgelassen.
Zahlungen (über Erlagscheine, SEPA-Zahlungsanweisungen usw.) können, soweit dies in den Regeln von Postverwaltung und beauftragter Bank vorgesehen wird, neben den Bankstellen in Deutschlandsberg auch über die Landbriefträger des Gebietes abgewickelt werden.

### Rundfunk und Telekommunikation
Im Gemeindegebiet befinden sich keine Sendeanlagen. Mobilfunkempfang ist nicht überall möglich.
Mit Radio- und Fernsehprogrammen wird das Gebiet allgemein von der großen Rundfunksendeanlage auf dem Schöckl bei Graz (79–800 kW je nach Programm) und von der Koralpe aus (Großer Speikkogel, Anlage Wolfsberg 1, 1–15 kW) versorgt. Ein kleiner Sender für Fernsehprogramme befindet sich in Osterwitz (0,03 kW). Er versorgt die Gebiete Rettenbachs, die sonst keinen oder nur sehr gestörten Fernsehempfang besäßen (Funkschatten).
Sendeanlagen für Mobilfunk befinden sich in Osterwitz, Oberlaufenegg und im Westen des Hebalmgebietes.

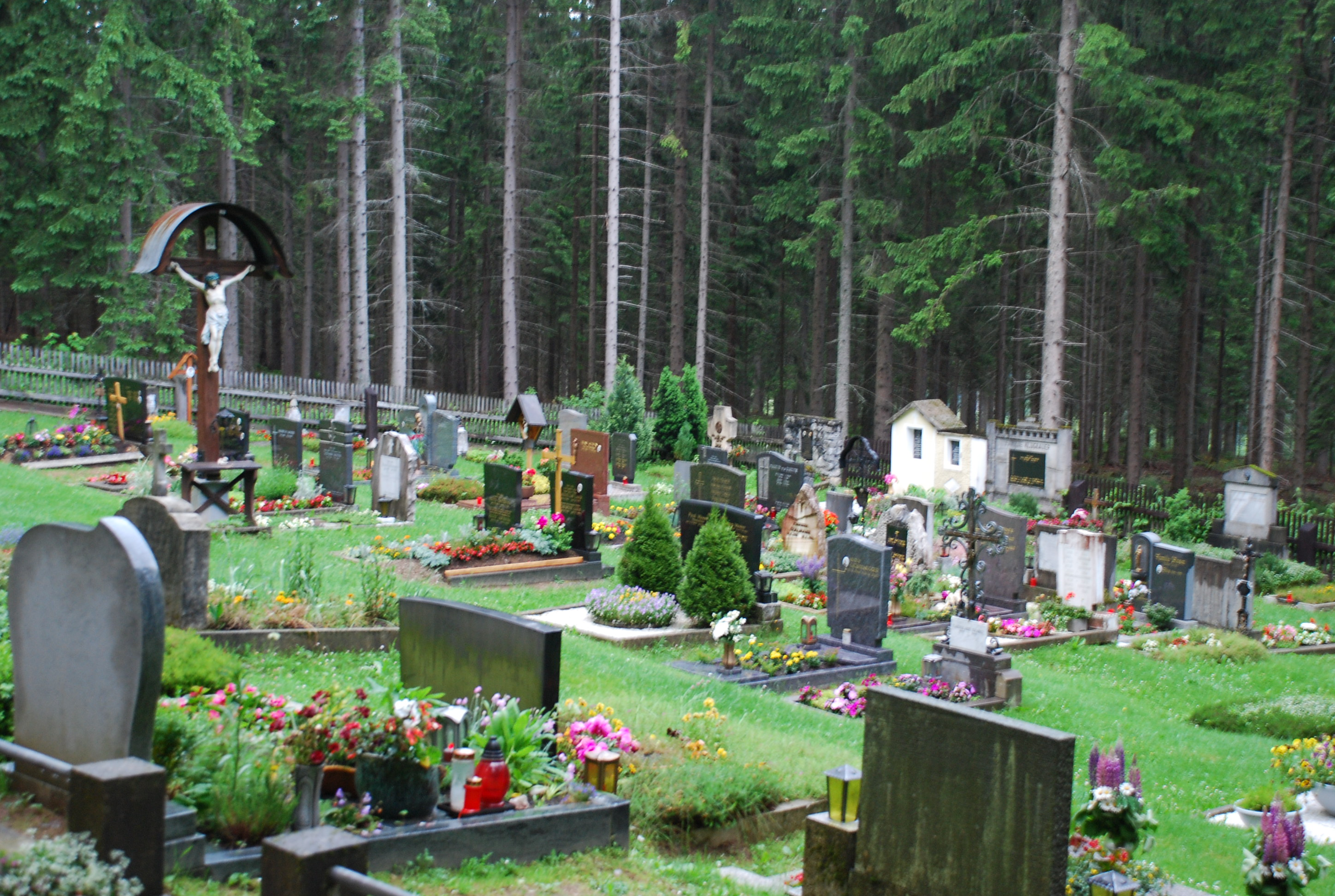
Friedhof St. Oswald

Das bodengebundene Telefon-Leitungsnetz erreicht auch entlegene Höfe, die Versorgung mit Breitbandanschlüssen ist allerdings nur eingeschränkt möglich.

### Friedhof
Der Friedhof von Kloster liegt in einem Waldstück kurz westlich der Pfarrkirche an der alten Wegverbindung in die Katastralgemeinde Klosterwinkel. Auf ihm liegen auch Begräbnisstätten für Verstorbene aus den Nachbargemeinden Osterwitz (Ortsteil Osterwitz-Winkel) und Bad Gams (Ortsteil Sallegg), weil die Wegeverbindungen dieser Gebiete zur Gemeinde Kloster in früheren Jahrzehnten wesentlich besser waren als zu den jeweiligen Gemeindezentren.
Das Friedhofsgrundstück soll um 1925 noch als Wiese („Stefflbauer Halt“) von den damaligen Besitzern des Bauernhofes vlg. Steffelbauer der Pfarre St. Oswald übergeben worden sein.
Diese Darstellung ist in örtlichen Unterlagen zur Pfarre enthalten, sie passt allerdings nicht damit zusammen, dass bereits in den Karten der Franziszeischen Landesaufnahme (um 1835) und im Franziszeischen Kataster aus der Zeit um 1825 (siehe die unter Weblinks weiter unten verlinkten Bilddateien in Commons) ein Friedhof in der heutigen Lage eingetragen ist. Die Friedhofsnutzung ist daher wesentlich älter, wobei „Stefflbauer Halt“ auch bloß die Lage in einer ehemaligen Weidezone umschreiben kann und nicht nur die damals aktuelle Nutzung bezeichnen muss (die Lage ist überdies in den zitierten Karten als Wald ausgewiesen, nicht als Weide). Weiters ist denkbar, dass das Grundstück, auf dem sich schon lange vorher ein Friedhof befunden haben kann, erst 1925 rechtlich in das Eigentum der Pfarre übertragen wurde. Der frühere Friedhof lag im heute denkmalgeschützten Bereich rund um die Kirche. Bereits in den Jahren um 1784 waren unter Kaiser Josef II. Regeln erlassen worden, wonach Bestattungen nicht mehr, wie bis dahin üblich, um die Kirche herum stattfinden sollten, sondern auf Grundstücken außerhalb der Orte. Die Lage des Friedhofes würde diesen Anordnungen entsprechen, was ein Hinweis ist, dass die Lage des Friedhofes auf die Zeit des Josephinismus und damit auf das Ende des 18. Jahrhunderts zurückgeführt werden kann. Ein weiterer Hinweis auf diese Zeit liegt darin, dass am Friedhof nur an den Außenseiten Gräber mit Mauerteilen zu finden sind, aber sonst keine umfangreichen Grabdenkmäler und keine über das 19. Jahrhundert zurück liegenden Bestattungen vorhanden sind. Gemauerte Grabdenkmäler waren ursprünglich nur an den Begrenzungen eines Friedhofes zulässig, nicht aber am Friedhofsgelände selbst.

## Wirtschaft
Die Bevölkerungsabnahme wirkt sich auf die Infrastruktur und die damit verbundenen Erwerbsquellen aus.

### Erwerbstätigkeit

#### Arbeitsstätten
Laut Arbeitsstättenzählung 2001 gibt es 11 Arbeitsstätten mit 28 Beschäftigten in der Gemeinde sowie 64 Auspendler und 11 Einpendler. Wichtigste Branche ist dabei das Beherbergungs- und Gaststättenwesen. Die Gemeinde hat fünf ganzjährig geführte Gaststättenbetriebe, dazu je einen Saisonbetrieb im Sommer  und im Winter. Der Gasthof Steffelbauer ist Basis eines Cateringbetriebes, dessen wirtschaftliche Grundlage die eigene Rotwildzucht ist.
Es gibt 32 land- und forstwirtschaftliche Betriebe (davon 20 im Haupterwerb), die zusammen 1.776 ha bewirtschaften (1999). Die Auspendler arbeiten überwiegend in der Stadt Deutschlandsberg. Ein Transportunternehmen ist vorrangig mit Holztransporten zu den Sägewerken befasst.
Ein Schigebiet mit Doppelschlepplift und Langlaufloipen wird beim Gasthof Rehbockhütte auf der Hebalm betrieben (Klug-Lifte, nicht zu verwechseln mit dem Schigebiet Hebalm weiter nördlich). Diese Liftanlage wurde 1968/69 errichtet. Ein Schlepplift, der sich ab 1970 auf dem Südhang des Blochriegels befand, wurde nach wenigen Jahren wieder ab- und parallel zum bestehenden Schlepplift aufgebaut.
Nebenerwerbsmöglichkeiten bieten im Sommer die Holzarbeiten in den großen Waldgütern der Umgebung (Liechtenstein’sche Forstverwaltung Deutschlandsberg, Waldbetrieb Ligist des Souveränen Malteser-Ritter-Ordens, Revier Hebalm, mit naturnaher Waldbewirtschaftung), im Winter die Schiliftbetreuung.

### Betriebsarten
Land- und Forstwirtschaft ist die häufigste Betriebsform. Großindustrie fehlt. Gastgewerbebetriebe führen teilweise Nächtigungsmöglichkeiten. Fremdenzimmer werden bei einigen Bauernhöfen vermietet.

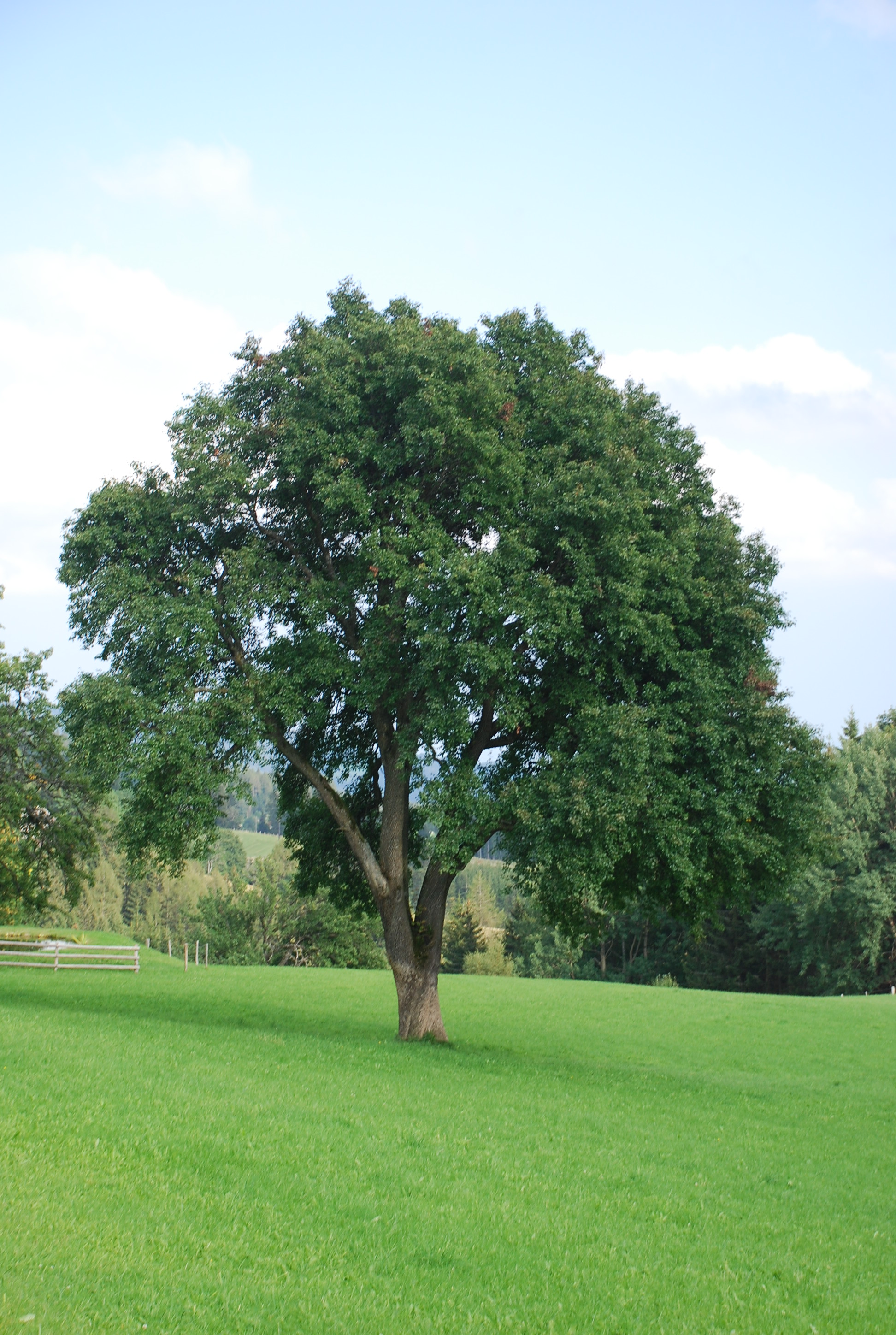
Mostbirnenbaum, ca. 80 bis 100 Jahre alt

#### Landwirtschaft
Die land- und forstwirtschaftliche Produktion umfasst hauptsächlich Viehzucht. Bäuerliche Milchproduktion und Lieferung an die Molkereien, früher eine landwirtschaftliche Haupterwerbsquelle, ist zugunsten der Rindfleischproduktion und wegen der langen Transportwege stark zurückgegangen (nächster größerer Molkereibetrieb in Stainz 20 bis 30 km entfernt).
Getreide wird nur mehr in geringem Umfang angebaut (hauptsächlich Gerste und Weizen, früher auch Roggen und Hafer). Bis ins 20. Jahrhundert waren landwirtschaftliche Flächen abwechselnd für Grünland und (teilweise in mehrjährigen Abständen) für Getreide genutzt (als Egart oder durch Feldgraswirtschaft).
Die Produktion von Most aus Mostobst (hauptsächlich Mostbirnen) ist nur mehr gering.
Erdäpfel und Futterrüben werden für den Eigenbedarf bei einigen Bauernhöfen gezogen.
Wild (Damhirsche und Rotwild) wird in Gattern zur Fleischproduktion gehalten. Wichtige Nutzrindrassen sind die Schwarzbunten und das Fleckvieh. Daneben werden mit Charolais, weißblauen Belgiern und anderen Rassen Fleischrindrassen gezüchtet. Die Schweinezucht umfasst hauptsächlich die Rassen Pietrain, Landrasse und Edelschwein. An Hühnern sind die Sulmtaler verbreitet.
Forellen, Karpfen und andere Speisefische werden in einigen Fischteichen gezogen.

##### Bäuerliche Siedlungsform – Hofform
Die Bauernhöfe bestehen in ihrer ursprünglichen Form aus getrennt gebautem Wohn- und Wirtschaftsgebäude (Paarhof). Diese Gebäude sind am Berghang so angeordnet, dass sie höher liegen als die überwiegende Zahl der Ackerflächen. Sie sind ursprünglich ca. 20 m voneinander getrennt und so versetzt gebaut, dass das Wohngebäude höher liegt.
Diese Bauweise gehört zum passiven Feuerschutz der Bauernhöfe in der ausgesetzt gelegenen, windreichen Gegend: Sie erschwert es, dass bei einem Brand des Wirtschaftsgebäudes bei starkem Wind die Flammen auf das Wohngebäude übergreifen. Mit einem nur durch Vorbeugung beherrschbaren Brandrisiko durch Selbstentzündung gelagerter Heuvorräte und anderer landwirtschaftlicher Produkte ist stets zu rechnen.

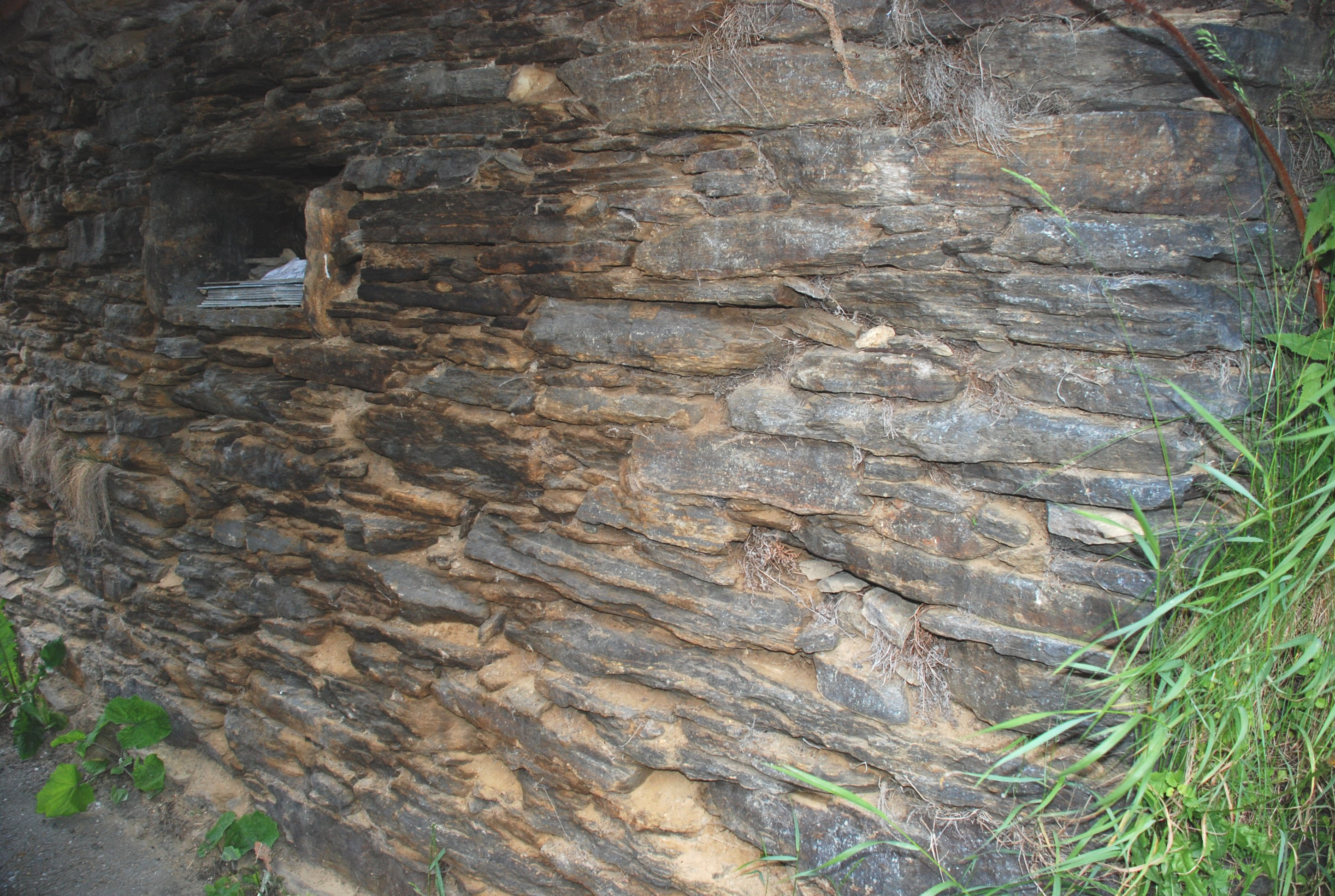
Mauerwerk aus Plattengneis

Beide Gebäude stehen auf gemauerten Fundamenten. Mauersteine sind Gneisplatten unterschiedlicher Größe, die im Gebiet leicht greifbar sind. Ziegel werden erst bei Neubauten verwendet.
Das Wohngebäude besteht gegen Westen (Hauptwindrichtung) aus gemauerten Räumen, sein Ostteil ist in Holzbauweise errichtet. Unter dem Wohngebäude befindet sich im Regelfall ein kleiner Keller. Der Haupteingang des Wohngebäudes liegt in dessen Mitte und führt in einen größeren Vorraum, die „Labn“: Von diesem Raum aus sind Küche und andere Wohnräume erreichbar. Diese Räume wurden im holzgebauten Ostteil durch den gemauerten Herd der Küche erwärmt, im Westteil bestand ursprünglich keine Heizung. Für die Aufbewahrung von Lebensmitteln war im Regelfall ein eigener ebenerdiger Raum im Wohngebäude (die „Speisekammer, Speis“) vorhanden.
Der Bedarf an Kellern ist gering und konnte im Übrigen durch kleine Räume im Untergeschoß der Wirtschaftsgebäude (hinterer Teil des Stalles zur Lagerung von Futterrüben usw.) befriedigt werden. Selbstständige Bauten, die in günstigen Lagen als Keller errichtet wurden (Kellerstöckl), sind im Gemeindegebiet selten. Für kleinere Fässer (früher oft selbst hergestellter Birnenmost) bzw. Getränkekisten, Erdäpfel usw. für den eigenen Bedarf reichte der kleine Keller unterhalb des Wohngebäudes aus.
Das Wirtschaftsgebäude enthält im Erdgeschoß den Stall, darüber ein oder zwei Geschoße für Wirtschaftsgeräte, Heu und andere Ernten. Es ist so in den Hang gebaut, dass jedes Geschoß auch für Transportfuhren stufenlos erreichbar ist (das oberste Geschoß meist über eine mit Wänden und Dach versehene Brücke).
Größere Höfe erhielten im Lauf der Zeit Zusatzgebäude wie Selchkammern, Holzhütten usw.
Die Dächer waren mit Holzschindeln gedeckt. Diese Deckung wurde ab ca. 1960 durch graue Dachplatten ersetzt. Da sich die Gebäude in einem Landschaftsschutzgebiet befinden, wurde in den behördlichen Bauverfahren Wert darauf gelegt, dass keine Dachziegel aus Ton und keine anderen Farben verwendet werden.

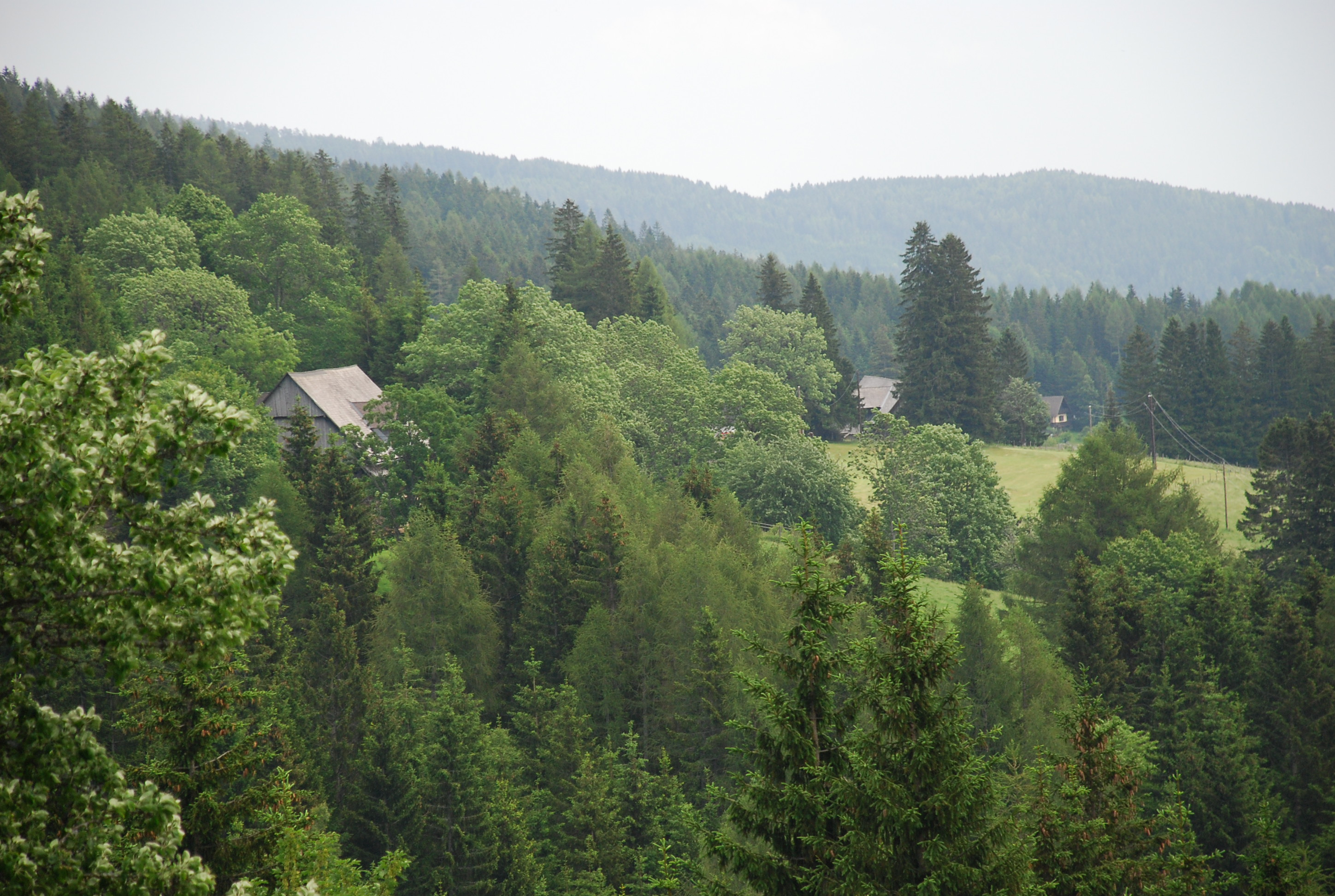
Dächer der Bauernhöfe mit Wetterschutzbäumen

Die Höfe waren ursprünglich gegen Westen durch eine Baumreihe (meist Fichten) gegen Sturm geschützt. Diese Bäume wirkten auch als Blitzschutz. Die Bäume waren zuletzt mehrere hundert Jahre alt, entsprechend hoch, aber auch brüchig geworden. Sie wurden ab ca. 1960 bei fast allen Höfen aus Sicherheitsgründen abgetragen.
In der Nähe von Gebäuden stehen öfter einzelne Laubbäume (Ahorn, Linde, Esche) als sogenannter „Hausbaum“. Bei der Kirche St. Oswald handelt es sich um zwei Linden. Die Linde galt bei Germanen und Slawen als heiliger Baum.

#### Forstwirtschaft
Die weitläufigen Wälder in der Gemeinde sind größtenteils Teil bäuerlicher Betriebe und werden nach Bedarf genützt (hauptsächlich Fichten, Tannen, Rotföhren und Lärchen, an Laubholz Linden und Eschen).
Das Gemeindegebiet gehört zum „Herkunftsgebiet Weststeirisches Bergland“, das sich auf der Koralm vom Drautal bis zur Pack erstreckt. Ein solches Herkunftsgebiet entspricht den nach forstökologischen Gesichtspunkten erstellten Wuchsgebieten des österreichischen Waldes. Samen und Jungpflanzen, die zur Anpflanzung von Wäldern verwendet werden sollen, werden u. a. nach diesen Gebieten eingeteilt.
Das hat den Vorteil, dass die Pflanzen bereits ab der Aussaat/Auspflanzung auf das jeweilige Klima eingestellt sind und weniger Verluste (die Neuauspflanzungen notwendig machen) eintreten.
Das Sammeln von Beeren und Pilzen im Sommer und Herbst bildet einen Nebenerwerb. Deswegen wird entlang der allgemein befahrbaren Straßen immer wieder auf die Sammelbeschränkungen für Nicht-Grundeigentümer hingewiesen (nur Eigenbedarf in begrenzten Mengen). Gesammelt werden Schwarzbeeren und Preiselbeeren, an Pilzen hauptsächlich Steinpilze und Eierschwammerln.

##### Holzverarbeitung
Die großen Holzbestände im Gemeindegebiet waren Grundlage für die Erzeugung von Dachschindeln (davon der Name „Schindler“ als Familien- und Hofname) und die Erzeugung von Holzkohle (Köhlerei). Brennholz (es wurde zu Pottasche verarbeitet) und Holzkohle waren Grundlagen der Glaserzeugung im Koralmgebiet im 17. und 18. Jahrhundert. Sie boten den Bewohnern der Gemeinde Erwerbsmöglichkeiten als Produzenten und Transporteure.
Mit dem Niedergang der Glasindustrie bzw. der Umstellung auf Kohlefeuerung sank der Bedarf nach Holz und die Lieferanten gerieten in wirtschaftliche Schwierigkeiten: Die Waldbestände mancher Bauern wurden im 19. und 20. Jahrhundert unverkäuflich, weil die Bringungskosten die Erlöse überstiegen hätten.
Die Hölzer wurden teilweise in einfachen Sägemühlen der Bauernhöfe im Gebiet zu Bauholz verarbeitet. Diese Ware konnte als leichter transportierbares Gut verkauft oder für Eigenbedarf verwendet werden.
Viele Bauernhöfe besaßen eine eigene „Kohlstatt“ zur Erzeugung von Holzkohle. Diese lag wegen der Feuergefahr abseits vom Hof an einem Weg und in der Nähe eines Wasserlaufes.
In der Natur (z. B. bei Hangrutschungen oder beim Wegebau) sind Kohlstätten an kleinen Holzkohlstücken und schwarzgefärbtem Boden erkennbar. Holzkohle wurde über ein Netz von Kohlstraßen in den Handel gebracht. Auch an diesen Wegen finden sich manchmal noch Holzkohlenstücke. Solche Belege sind keine Hinweise auf einen Waldbrand.

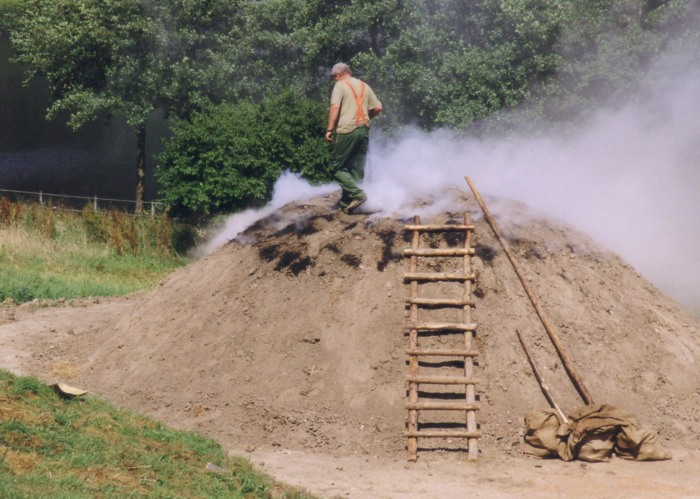
Kohlenmeiler waren im Gemeindegebiet verbreitet

Ein Waldbrand ereignete sich jedoch ca. 1950 in Rettenbach im Gebiet des großen Strehly-Holzschlages zwischen Gratzenbach und dem Hof vlg. Strehly.
Sein Gebiet war an verkohlten Baumstrünken trotz neuer Bewaldung noch über Jahrzehnte erkennbar.
Die Bezeichnung „Kohlbach“ im Einzugsgebiet des Stoffbaches erinnert an die früher weit verbreitete Kohlenbrennerei.
Seit den 1960er Jahren wird das Holz aus dem Gemeindegebiet
- an Sägewerke wie z. B. „Holztreff-Liechtenstein“ in Deutschlandsberg oder „Holzindustrie Leitinger“ in Preding oder
- an die Papier- und Zellstoffindustrie, z. B. die „Patria Papier & Zellstoff AG“ in Frantschach-Sankt Gertraud im Lavanttal geliefert. Ein dafür mit schweren Lastkraftwagen für Holztransporte ausgerüstetes Unternehmen hat seinen Sitz in der Gemeinde (Firma Horvath). Bis zu ihrer Schließung 1982 war die SOLO-Zündwarenfabrik in Deutschlandsberg ebenfalls ein wesentlicher Holzabnehmer.

#### Jagd
Rehe, Hasen, Rotwild (Hirsche), Gämsen und Schwarzwild (Wildschweine) sind die häufigsten Wildtiere des Gemeindegebietes. Dachse sind selten, Luchs und Bär nur Ausnahmeerscheinungen. Häufiges Raubwild ist der Fuchs. Die großen zusammenhängenden Waldgebiete rund um den Schwarzkogel und in den Flusstälern beherbergen viele Vogelarten, auch Auerwild (Auerhuhn). Ein häufiger Greifvogel, der auch freilaufende Hühner und Katzen schlägt, ist der Bussard.
Die Organisation der Jagd richtet sich nach dem steirischen Jagdgesetz. Dieses Gesetz geht auf die Jagdreform durch Kaiser Franz Josef zurück. Dieser hob sämtliche Jagdrechte auf fremdem Eigentum auf und band das Jagdrecht an das Eigentum von Grund und Boden. Wer mehr als 200 Joch zusammenhängenden Grund sein Eigen nannte, durfte es als Eigenjagdrecht ausüben.
Diese Rechtslage ist bis heute gültig, selbst die 115 ha Mindestgröße für eine Eigenjagd resultieren aus der Umrechnung dieser 200 Joch. Soweit die einzelnen Bauernhöfe nicht die Mindestgröße für ein eigenes Jagdgebiet erreichen, gehören sie zum Gemeindejagdgebiet, das verpachtet wird.

## Politik
Bei den Gemeinderatswahlen 2000 war die SPÖ die einzige Partei gewesen, die in Kloster angetreten war. Bei den Gemeinderatswahlen 2005 kandidierte auch die ÖVP wieder, Wahlergebnis: 64,75 % SPÖ, 35,25 % ÖVP (an Mandaten 6:3). Dieses Ergebnis änderte sich durch die Wahlen 2010 auf 78,95 % SPÖ, 21,05 % ÖVP, ein Mandat wanderte von der ÖVP zur SPÖ (7:2).
Die Gemeinde war Mitglied der Kleinregion „Kernraum Bad Gams – Deutschlandsberg – Frauental“ (mit Freiland und Osterwitz). In diesem Gemeindeverband sollten die Aufgaben von Straßenerhaltung, Einkauf und die Kinder- und Jugendbetreuung gemeinsam erledigt werden. Der Verband konstituierte sich am 9. Dezember 2010. Er hat Rechtspersönlichkeit und beruht auf freiwilliger Vereinbarung. Sein Sitz ist Frauental,
seine rechtliche Basis § 38a der Gemeindeordnung.

## Bilder

Bilder zur ehemaligen Gemeinde Kloster
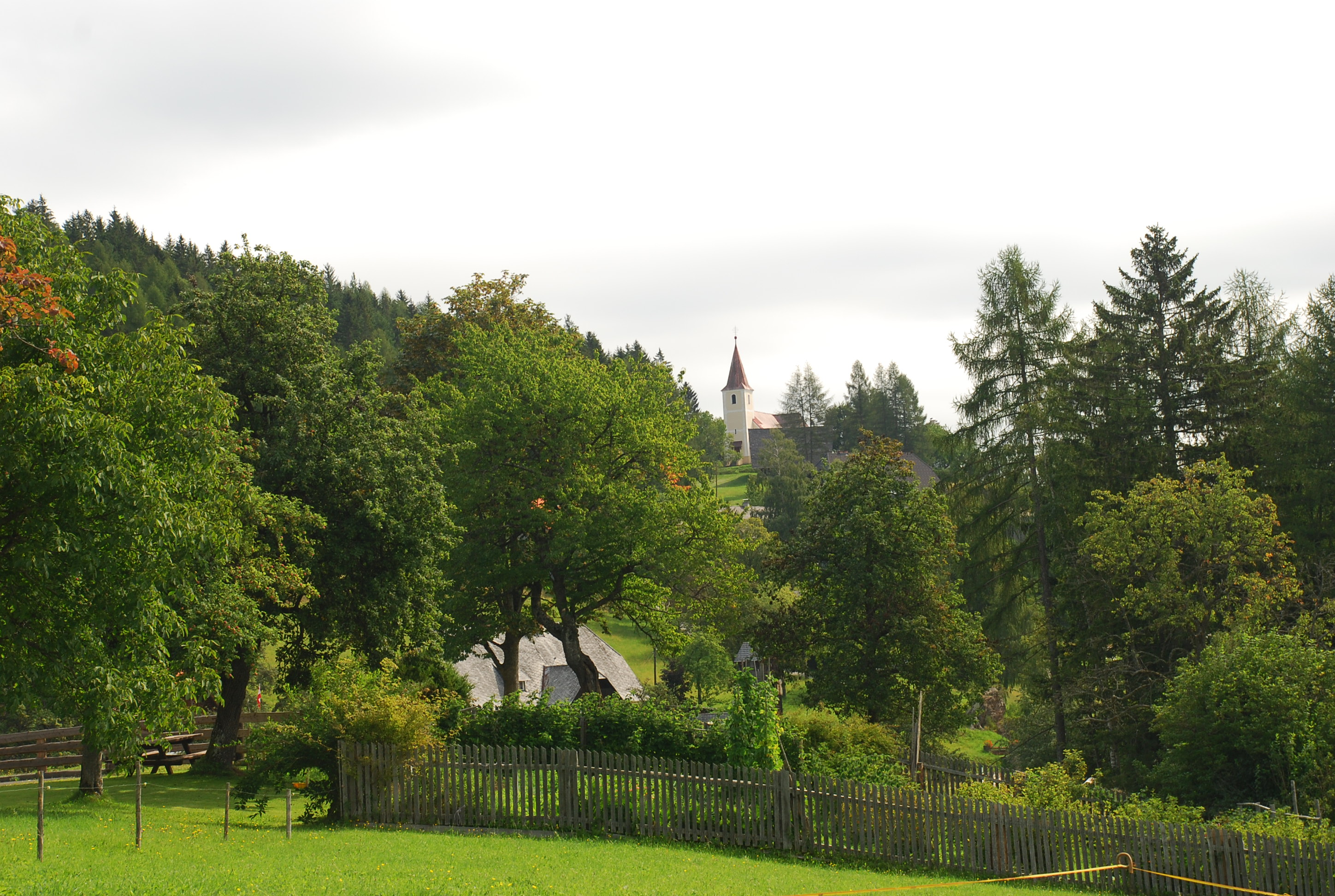
Gartenland im Gemeindezentrum
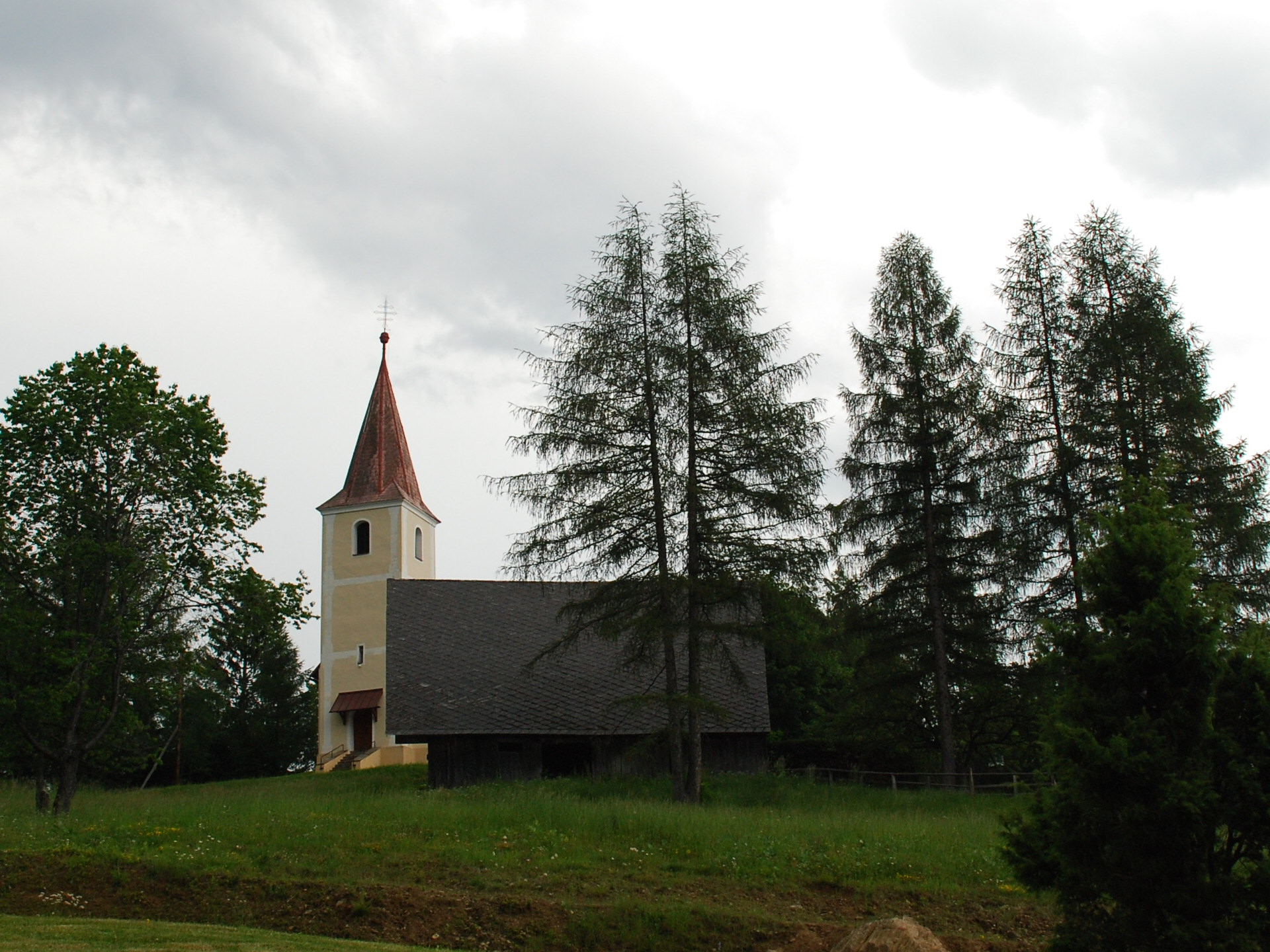
Pfarrkirche mit Kirchenlinde und Wirtschaftsgebäude der Pfarre
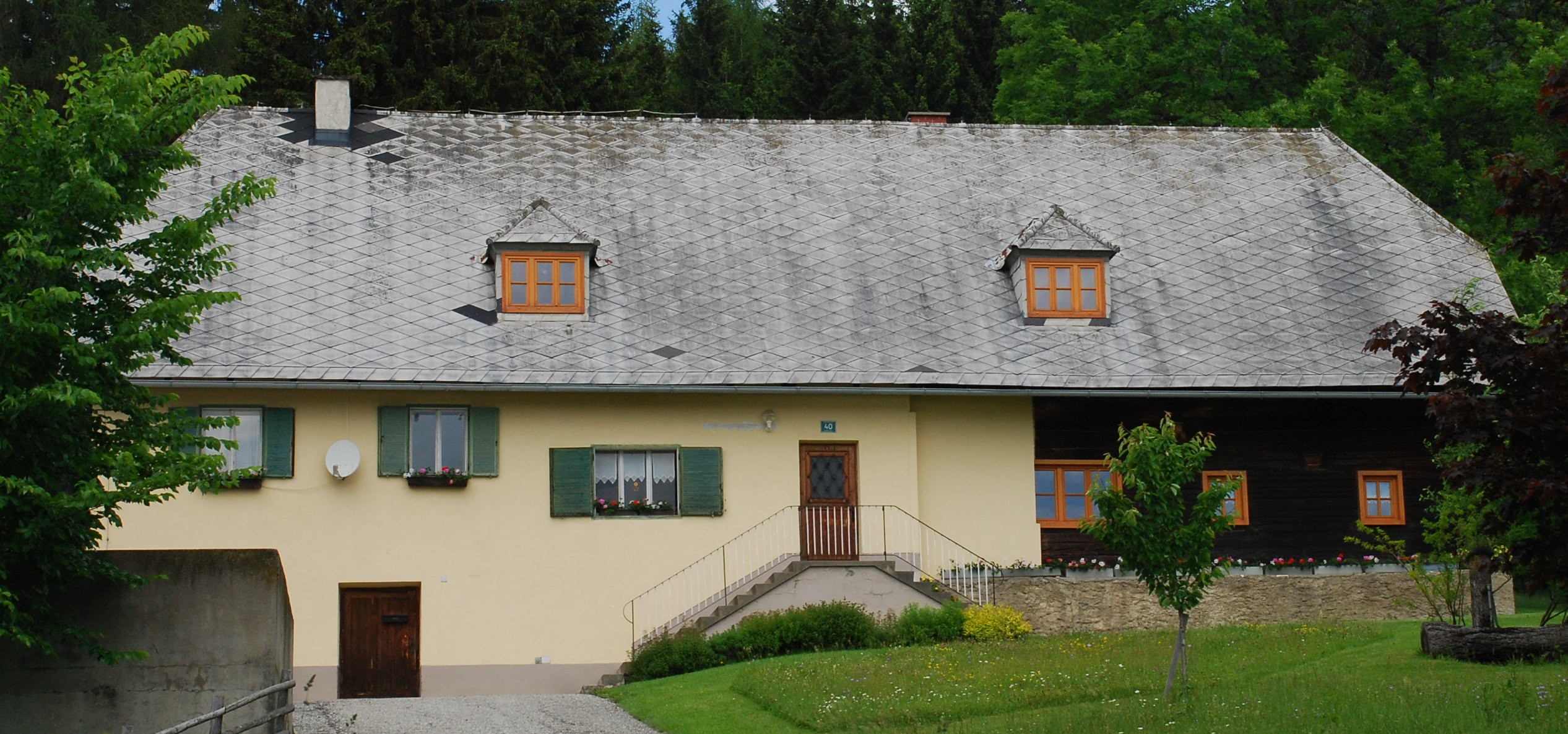
Bauform der Bauernhöfe – Wohnhaus
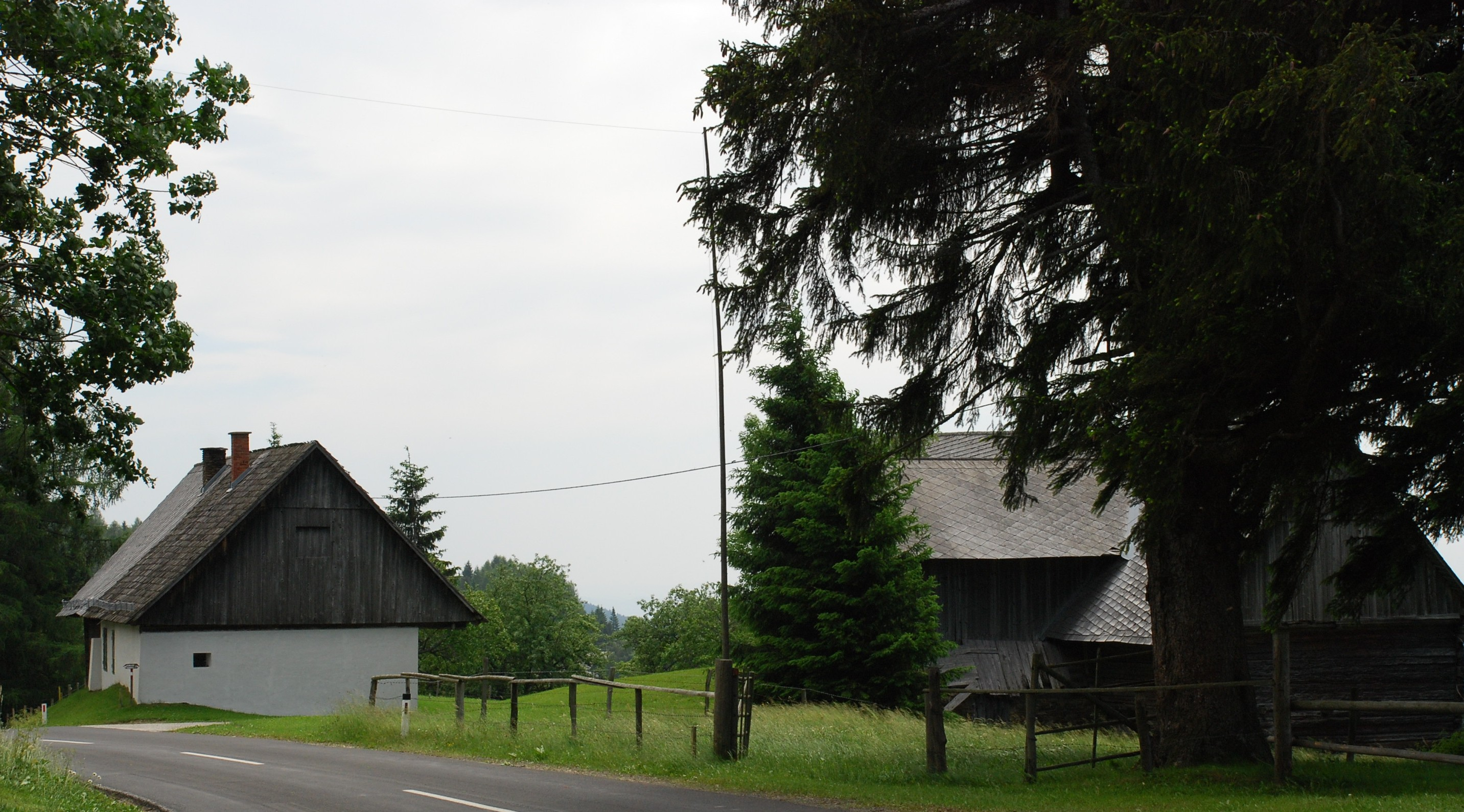
Ursprünglich angelegter Bauernhof
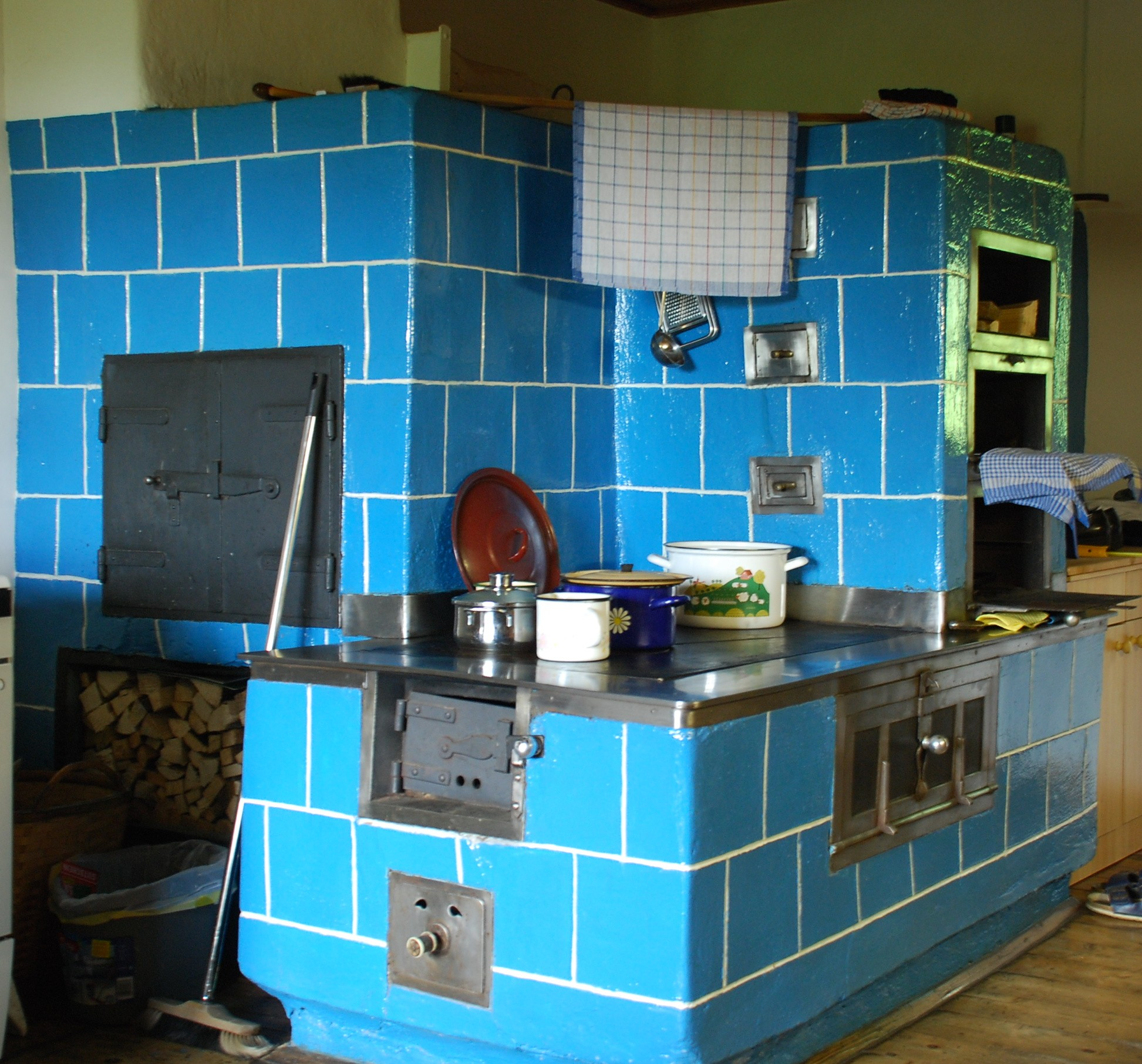
Gemauerter Herd im Wohntrakt eines Bauernhofes

## Historische Landkarten

historische Landkarten zur Gemeinde Kloster aus den drei Landesaufnahmen in der Zeit von ca. 1789 bis 1910
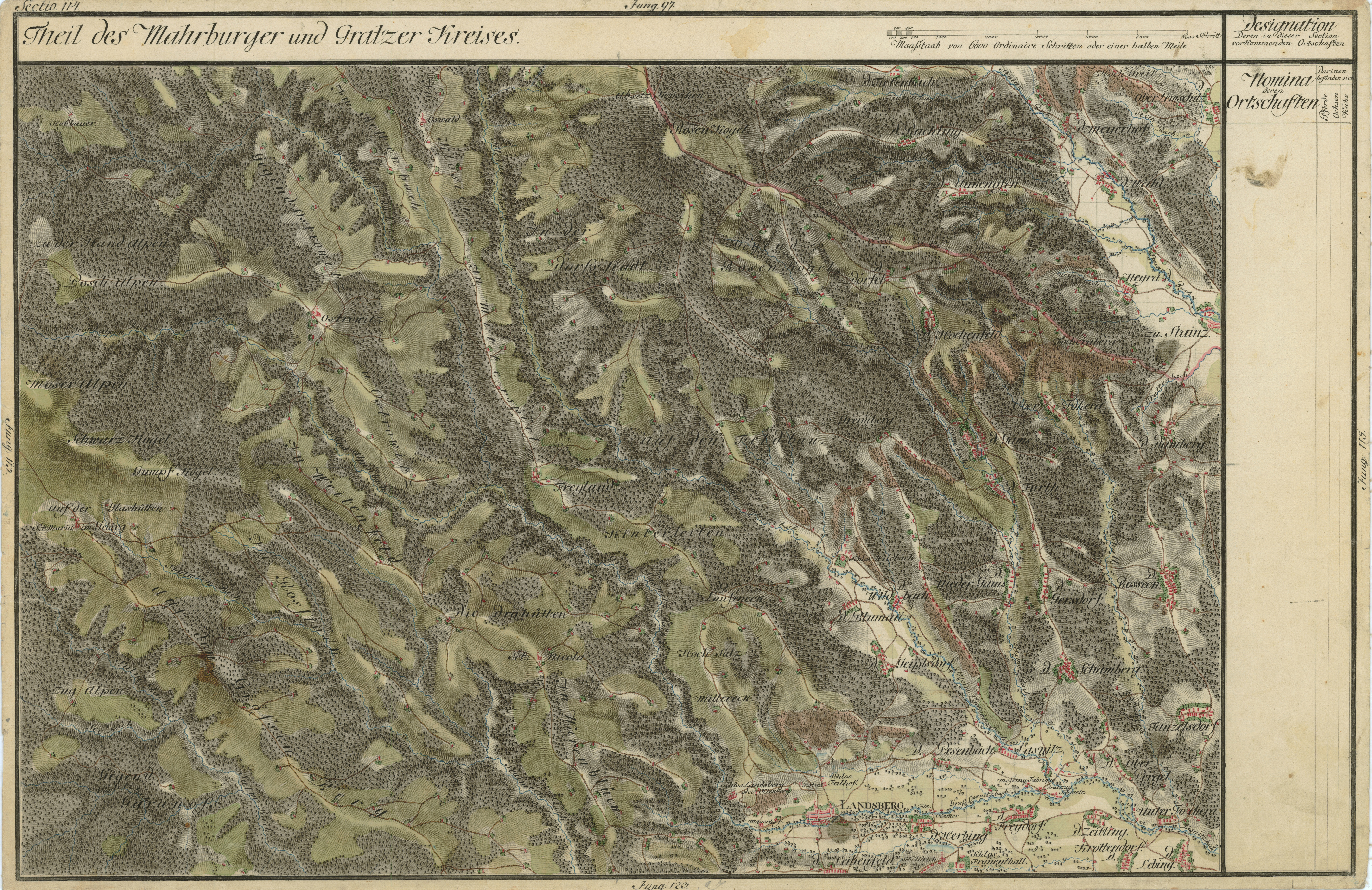
Südöstliches Rettenbach und St. Oswald (links oben) in der Josephinischen Landesaufnahme, um 1790
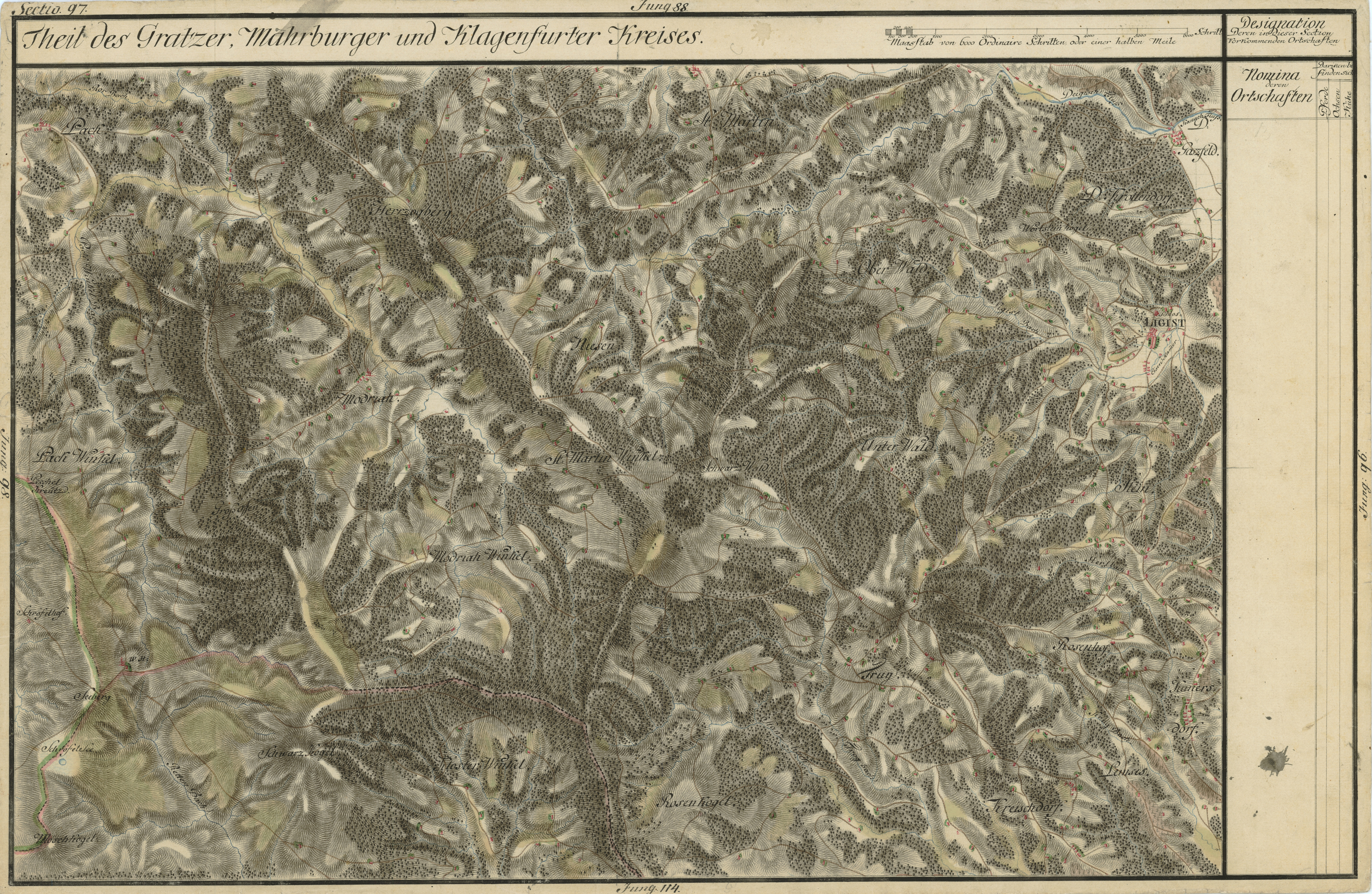
Klosterwinkel und Hebalm um 1790
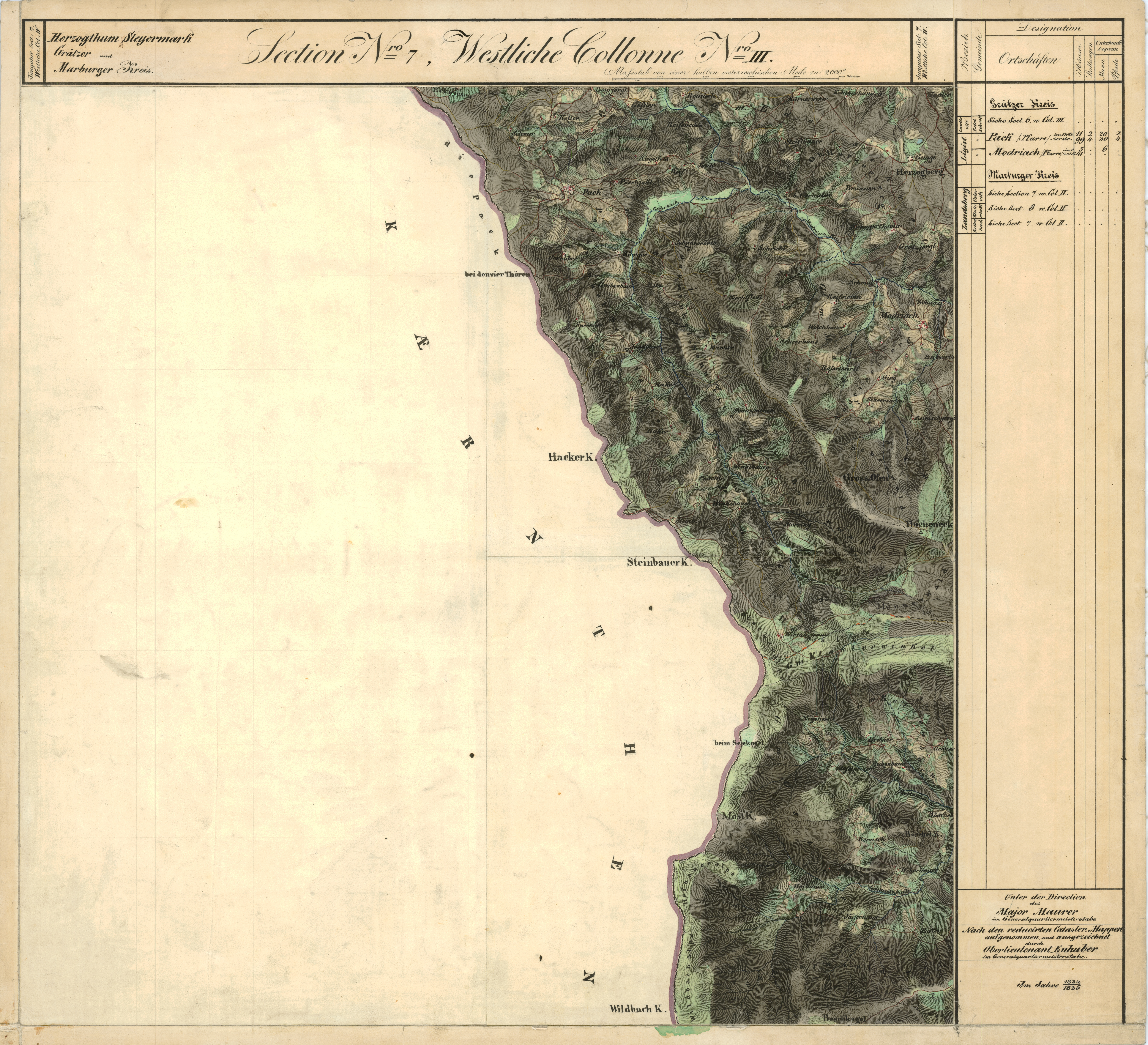
Westliches Hebalmgebiet in der Franziszeischen Landesaufnahme, um 1835
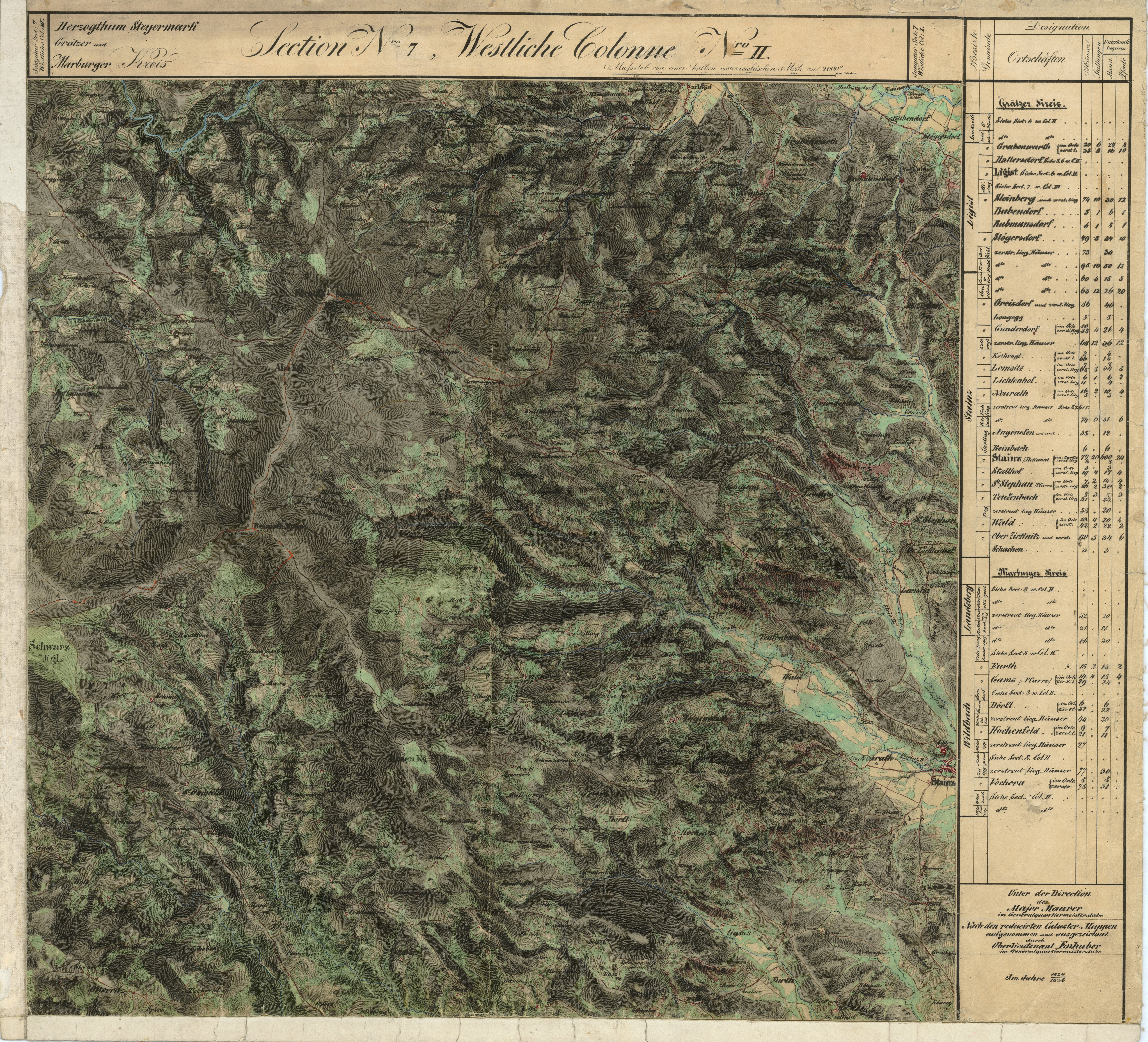
St. Oswald, Klosterwinkel, um 1835 (links außen)
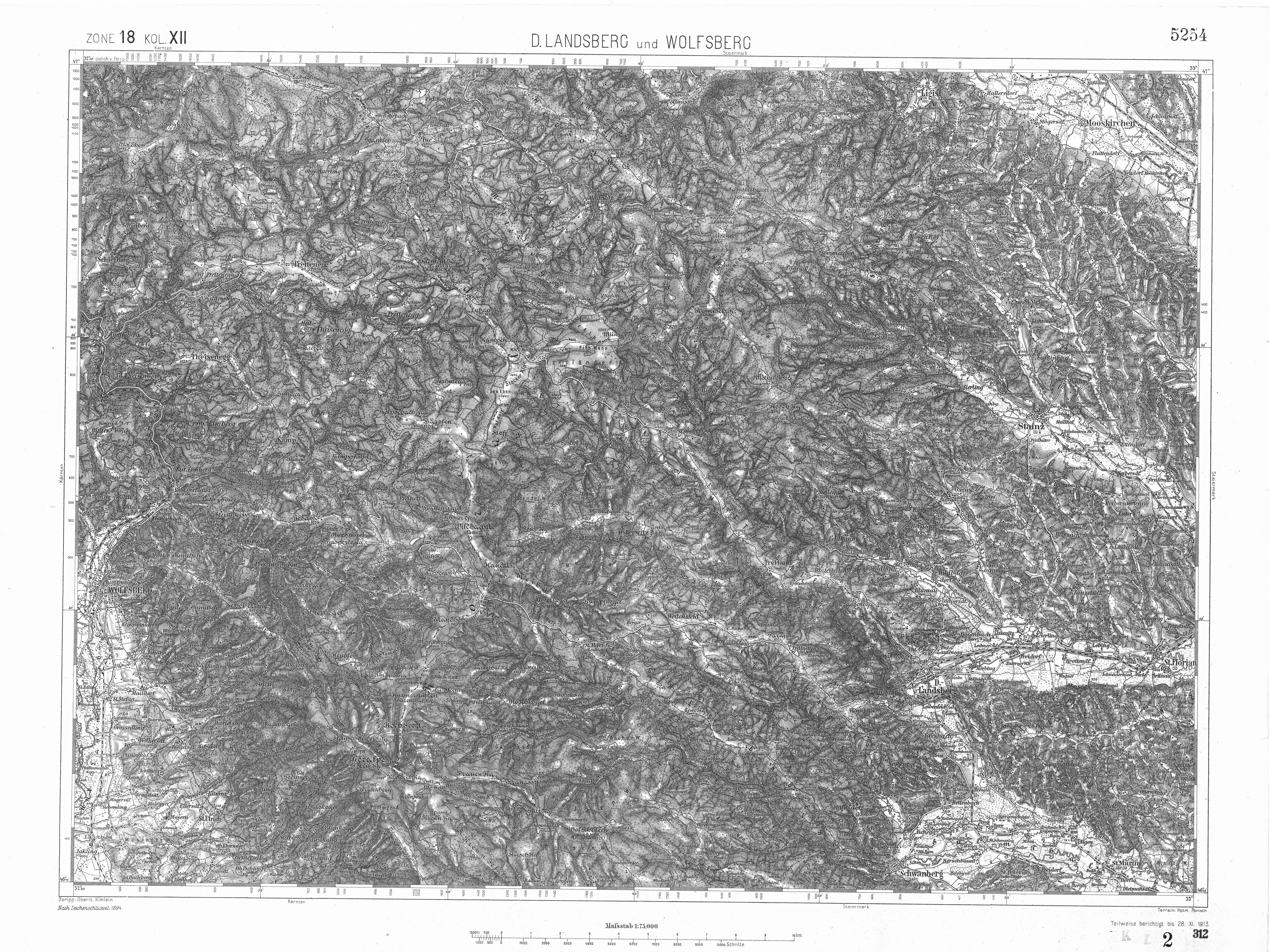
Spezialkarte der 3. Landesaufnahme, Darstellung 1894, teilweise berichtigt bis 28. XI. 1913
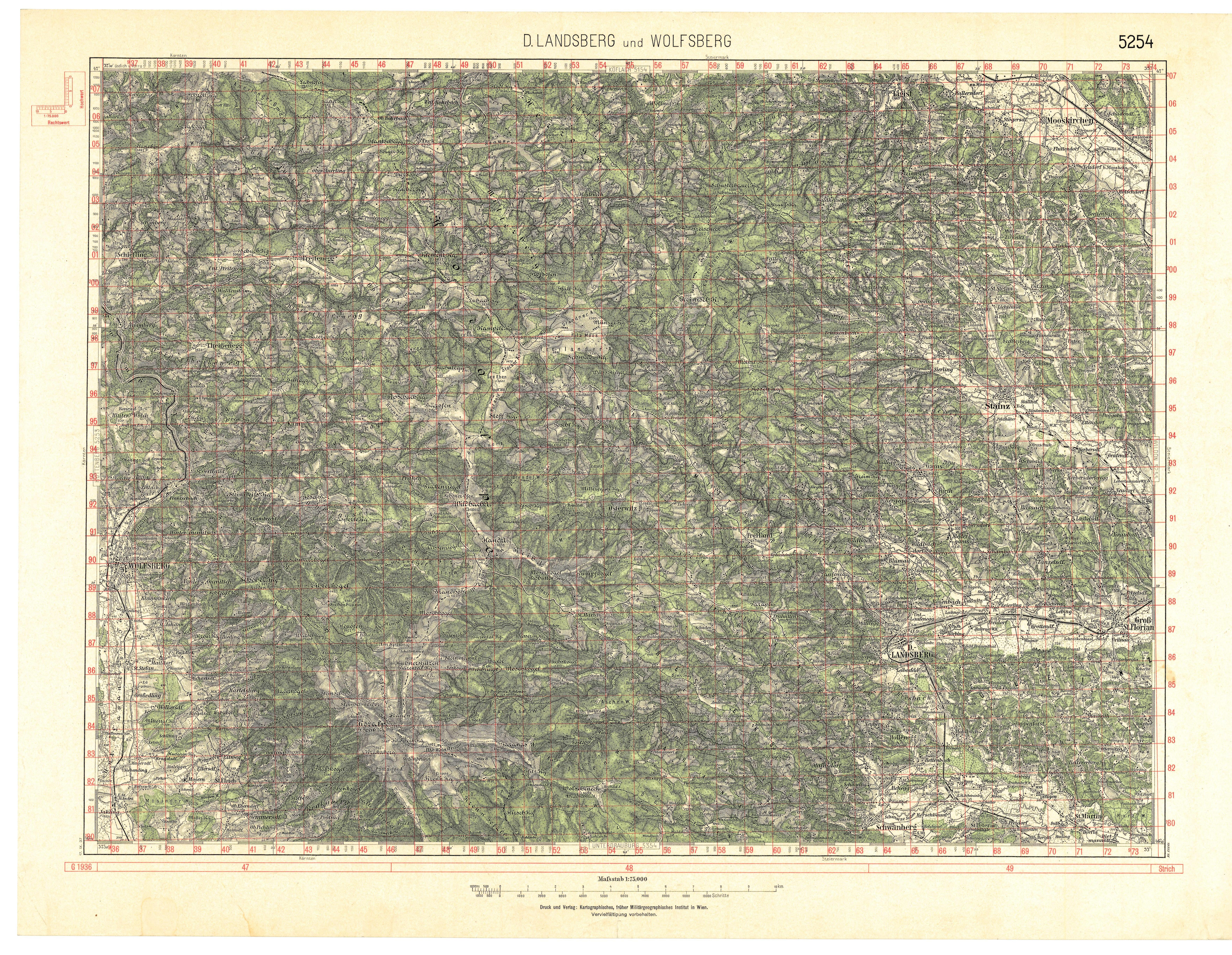
Stand 1937 (mit Waldbahntrasse) mit Meldenetzraster.jpg
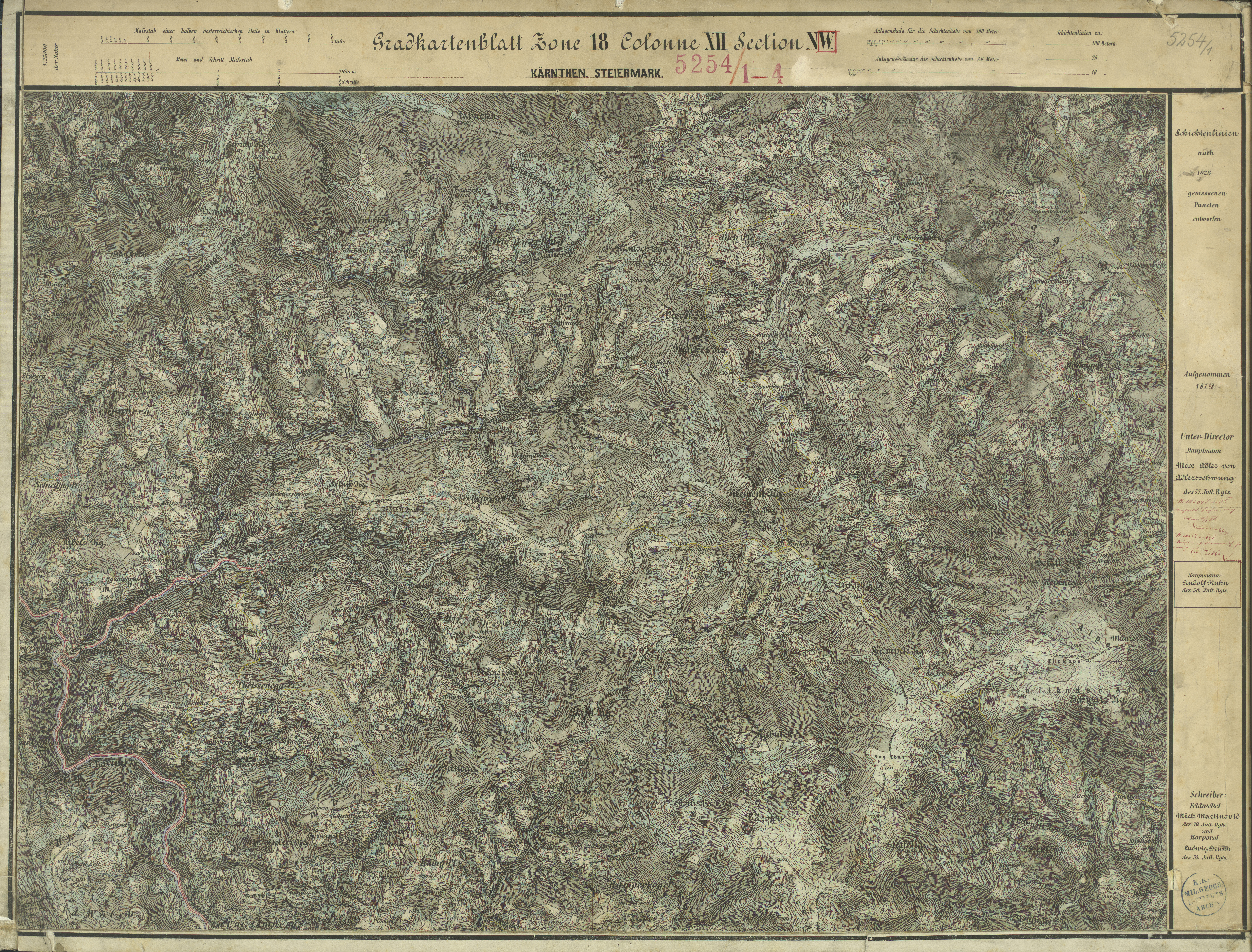
Der Westen der Gemeinde mit dem Hebalmgebiet 1877/78, Aufnahmeblatt der 3. Landesaufnahme
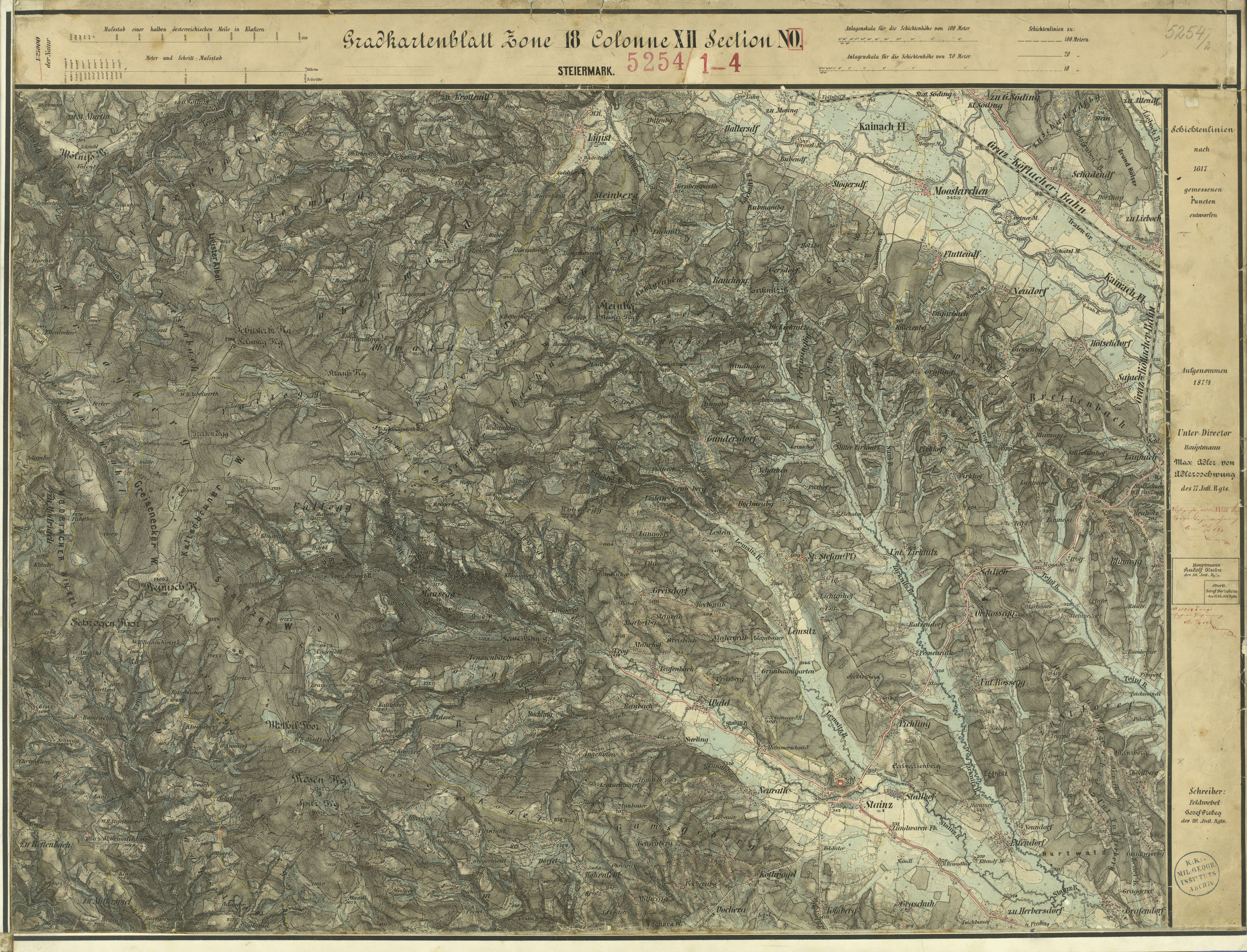
St. Oswald in Freiland und Klosterwinkel 1877/78